# ワシントン州

ワシントン州
State of Washington

州の愛称: 常緑の州
The Evergreen State州のモットー: 追っ付け
（チヌーク語:Al-ki）(非公式)

ワシントン州（ワシントンしゅう、英: State of Washington, 英語発音: [ˈwɑʃɪ̞ŋʔn̩]）は、アメリカ合衆国西海岸最北部の州。州都はオリンピア市、人口規模および経済の面での中心都市はシアトル市である。北はカナダのブリティッシュコロンビア州、南はオレゴン州、東はアイダホ州と接している。1846年にオレゴン境界紛争を解決するためのオレゴン条約が結ばれた結果、イギリスから割譲されたワシントン準州の西側が現在のワシントン州になった。1889年にアメリカ合衆国42番目の州として認められた。
カリフォルニア州、オレゴン州と共に民主党が強いリベラルな気風で、共和党の地盤である保守的な中西部に対して「レッドウッド・カーテンの向こう側」と称される。
マイクロソフトやボーイング、スターバックスなどの世界的な大企業の本拠地であり、シアトルコーヒー発祥の地などとして知られる。州の中心都市のシアトルがMLBシアトル・マリナーズの本拠地でもある。
2020年国勢調査によると、ワシントン州の人口は7,705,281人となっている。その半分以上はセイリッシュ海のピュージェット湾に沿った交通、事業、産業の中心であるシアトル都市圏に集中している。ピュージェット湾は太平洋からの入江であり、氷河が侵食した多くの島、深いフィヨルドおよび湾がある。州の西部は深い温帯雨林があり、西部、中部、北東部および最南東部には山脈がある。東部の亜乾燥盆地は徹底した農業が行われ、アメリカ合衆国西海岸ではカリフォルニア州に次いで2番目に人口の多い州でもある。
州の名は、アメリカ建国の父で初代アメリカ合衆国大統領ジョージ・ワシントンに由来しており、大統領の名前が付けられたことでは合衆国の中で唯一の州でもある。首都ワシントンD.C.と区別するためにワシントン州と呼ばれるが、州民、近在の州およびカナダのブリティッシュコロンビア州南部の住人は単に「ワシントン」と呼び、首都の方は「ワシントンD.C.」あるいは単純に「D.C.」のみで呼んでいる。元々ワシントン州のある地域はコロンビア川にちなんで「コロンビア」と呼ばれており、ワシントンD.C.がコロンビア特別区と呼ばれることから、混乱を避けるためにワシントン州とされた。
| 家庭で話される言語（ワシントン州） 2010 | 家庭で話される言語（ワシントン州） 2010 | 家庭で話される言語（ワシントン州） 2010 | 家庭で話される言語（ワシントン州） 2010 | 家庭で話される言語（ワシントン州） 2010 |
| --------------------------------------- | --------------------------------------- | --------------------------------------- | --------------------------------------- | --------------------------------------- |
|                                         |                                         |                                         |                                         |                                         |
| 英語                                    | 英語                                    |                                         | 82.51%                                  | 82.51%                                  |
| スペイン語                              | スペイン語                              |                                         | 7.79%                                   | 7.79%                                   |
| 中国語                                  | 中国語                                  |                                         | 1.19%                                   | 1.19%                                   |

| 人種構成（ワシントン州） 2010 | 人種構成（ワシントン州） 2010 | 人種構成（ワシントン州） 2010 | 人種構成（ワシントン州） 2010 | 人種構成（ワシントン州） 2010 |
| ----------------------------- | ----------------------------- | ----------------------------- | ----------------------------- | ----------------------------- |
|                               |                               |                               |                               |                               |
| 白人                          | 白人                          |                               | 72.5%                         | 72.5%                         |
| ヒスパニック                  | ヒスパニック                  |                               | 11.2%                         | 11.2%                         |
| アジア系                      | アジア系                      |                               | 7.2%                          | 7.2%                          |
| 黒人                          | 黒人                          |                               | 3.6%                          | 3.6%                          |
| インディアン                  | インディアン                  |                               | 1.5%                          | 1.5%                          |
| 混血                          | 混血                          |                               | 4.7%                          | 4.7%                          |

## 歴史

### 初期の歴史

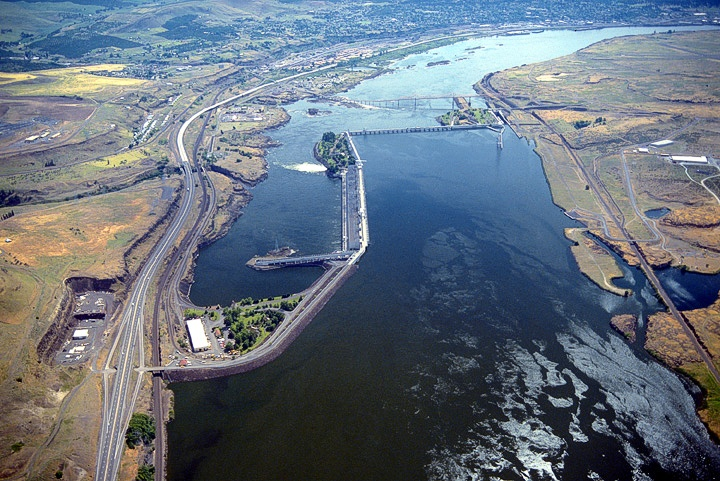
コロンビア川のザ・ダレス・ダム

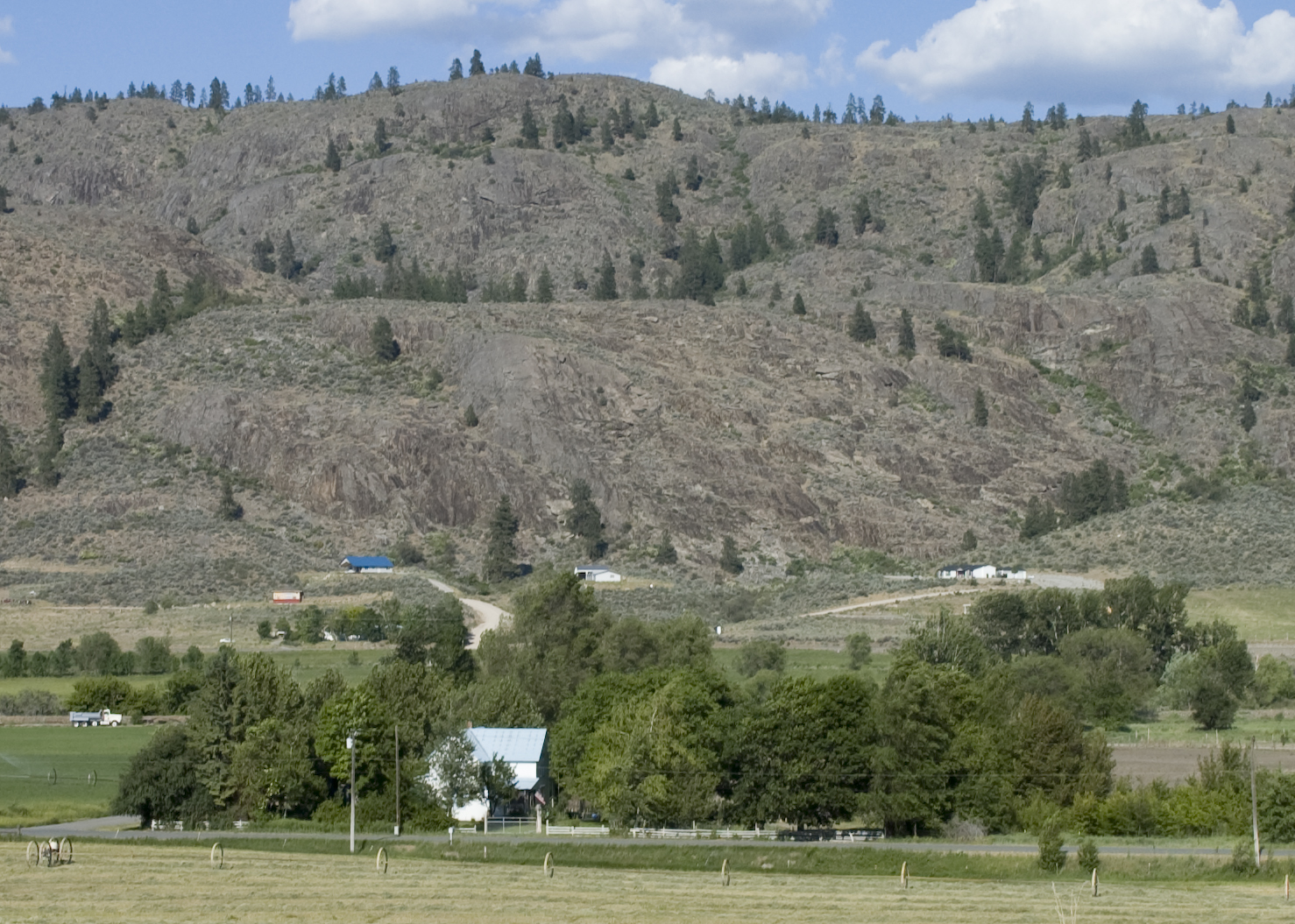
州北東部リバーサイド近くの農場と不毛の丘陵

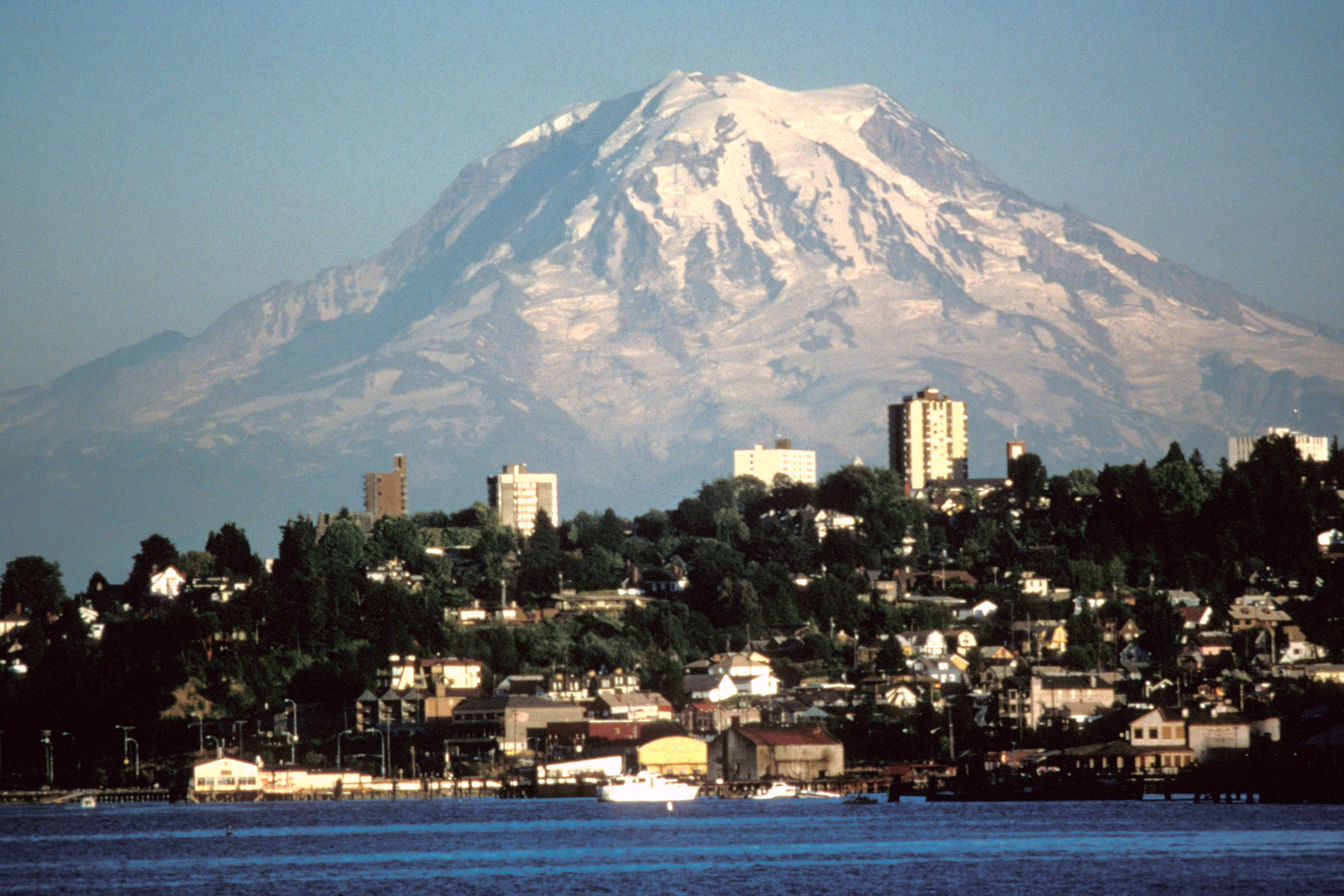
レーニア山、前景はタコマ

ヨーロッパからの探検者が現在のワシントン州となった地域を訪れる以前、多くのインディアン部族が住んでおり、トーテムポールや装飾の施されたカヌーとマスクが知られている。生業の中心は鮭の漁業であり、マカ族の場合は捕鯨を行っていた。内陸の部族は狩猟採集が基本であり、何らかの形態の農業も行っていた。さらにコロンビア川とその支流で鮭漁も行っていた。1770年代に流行した天然痘のためにインディアンの人口が急減した。
ワシントン州海岸に上陸したという記録の残る最初のヨーロッパ人は、1775年のスペイン人船長ドン・ブルーノ・デ・ヘセタであり、サンティアゴとソノラという2隻の船隊で訪れたものだった。彼等は北のプリンス・ウィリアム湾までの海岸地域全てにスペインの領有を宣言した。これはトルデシリャス条約の取り決めによる権利であり、スペインは太平洋を「スペインの湖」とし、海岸部全てをスペイン帝国領有とするものだった。
1778年、イギリスの探検家ジェームズ・クック船長がフアンデフカ海峡の入口にあるフラッタリー岬を視認したが、クックはこの海峡があるとは考えなかった。1787年にインペリアル・イーグル号の船長チャールズ・ウィリアム・バークレーがその海峡を視認したのが最初だった。フアンデフカ海峡は1790年にスペイン人探検家マヌエル・キンパー、1791年にフランシスコ・デ・エリザが、さらに1792年にはイギリス人探検家ジョージ・バンクーバーが探検した。
1790年に行われたイギリスとスペインのヌートカ会議によってスペインの排他的権利主張が終わり、北西部の海岸は他国の探検家や貿易業者に開放された。中でもイギリスとロシア、さらに新生間もないアメリカ合衆国が積極的だった。その後アメリカ人船長ロバート・グレイがコロンビア川河口を発見した。かれはその乗船コロンビア号に因んで、その川をコロンビア川と名付けた。グレイは1792年からラッコの生皮を交易する事業を始めた。1805年10月10日、ルイス・クラーク探検隊が現在の州内に入った。

### 19世紀
1811年7月9日、探検家デイビッド・トンプソンがコロンビア川を下る途中でスネーク川との合流点で宿営した。トンプソンは柱を立ててそこがイギリスの土地であること、北西会社がその地に交易基地を建設する意図があることを宣言する文書を付けた。
イギリスとアメリカ合衆国は1818年英米協議の一部としてロッキー山脈の大陸分水界から西の太平洋まで「協同領有」とすることに合意した。ロッキー山脈の東、ウッズ湖までは北緯49度線を国境とした。ロッキー山脈より西側に関する領土の取り決めは先延ばしされた。1819年、スペインは北緯42度線より北の領有権をアメリカ合衆国に渡した。スペインは事実上権利だけで領土の所有はしていなかった。
その後の約30年間イギリスとアメリカ合衆国との境界に関する交渉は進展をみず、オレゴン境界紛争という両国の緊張関係を呼ぶものになった。アメリカ人開拓者がオレゴン・カントリーに大挙して入るようになると、以前は毛皮交易を邪魔する恐れがあったために入植を奨励していなかったハドソン湾会社が立場を逆転してコロンビア地区のイギリス支配を維持しようとした。罠猟師のジェイムズ・シンクレアはハドソン湾会社の支配人ジョージ・シンプソンの命令で、1841年にレッド川コロニーの開拓者200名程を率い、バンクーバー砦近くのハドソン湾会社農場に入った。この隊はロッキー山脈を越えて、現在のブリティッシュコロンビア州ラディアムホットスプリングス近くでコロンビアバレーに入り、その後クーテネイ川とコロンビア川を南西方向に下った。このような動きにも拘わらず、1846年6月15日に締結されたオレゴン条約で、イギリスはアメリカ合衆国に北緯49度線以南の地全ての権利を譲った。
1836年、マーカス・ホイットマンなど宣教師の一団が、現在のワシントン州南東部ワラワラ郡近くに幾つかの伝道所とホイットマン自身の入植地を設立した。それらの地はカイユース族とネズ・パース族インディアンの領土だった。ホイットマンの入植地は1843年に山越えで西部に向かう移民の道であるオレゴン・トレイルに役立つことになり、その後の10年間で数多い移民を受け入れることになった。ホイットマンはインディアンに医療を施したが、このときヨーロッパ人の病気に免疫が無かったインディアンの患者が多く死に、一方で多くの白人患者は快復したので、医者であるホイットマンに責任があると思いこみ、1847年のホイットマン虐殺事件の際にホイットマンと他に12人の白人を殺害した。この事件がインディアンと開拓者の間のカイユース戦争に発展した。
ニスクァリー砦はハドソン湾会社の農場と交易拠点であり、1833年に設立され、ピュージェット湾地域では最初のヨーロッパ人開拓地となった。1846年、ミズーリ州出身の黒人開拓者ジョージ・ワシントン・ブッシュとテネシー州出身でコーカサス人の妻イザベラ・ジェイムズ・ブッシュが白人の4家族を率いてこの地に入り、ニューマーケット、現在のタムウォーターの町を建設した。彼等はオレゴンの人種差別法を避けてワシントン州に入った。彼等の後にはさらに多くの開拓者がオレゴン・トレイルを通って山を越え、北のピュージェット湾地域に入っていった。
1852年、現在のワシントン州となった全ての場所から住人がモンティチェロ（現在のロングビュー）に集まり、連邦議会に対する覚え書きを作成した。この覚え書きはコロンビアという名前での州昇格の願望を表すものだった。この集会はモンティチェロ会議と呼ばれるようになった。この会議の発した要請は連邦議会で好意的に迎えられたが、コロンビアという名前は既に存在するコロンビア特別区と混同する可能性があると判断された。この首都と混同するという問題を解決するには奇妙なやり方ではあるが、州の名前は初代アメリカ合衆国大統領ジョージ・ワシントンの名前が採られることになった。ワシントン州は1889年11月11日に合衆国42番目の州に昇格した。
州内で初期に発展した産業は農業と製材業だった。州東部ではヤキマ川バレーがリンゴ果樹園で知られるようになり、一方乾燥農法を使った小麦栽培が特に生産性を上げた。カスケード山脈の西側には雨が多くて霧が深く、ピュージェット湾に面した港は特にベイマツ材木の製造と積み出しで繁栄した。その他にも漁業、鮭の缶詰加工、および鉱業が発展した。

### 20世紀
タコマ市は長い間金、銀、銅および鉛を扱う大規模精錬所で注目された。シアトルはアラスカ州など国内他地域との貿易港であり、大型の造船業が栄えた。ピュージェット湾東部周辺の地域は第一次世界大戦や第二次世界大戦の期間など重工業が発展し、ボーイング社が地域の象徴的存在になった。
世界恐慌のとき、発電量を増やすプロジェクトの一環としてコロンビア川に一連の水力発電ダムが建設された。1941年にはアメリカ合衆国では最大規模であるグランドクーリーダムが完成した。
第二次世界大戦のとき、ワシントン州は軍需産業の中心となり、ボーイング社は国内の重爆撃機の多くを生産し、シアトル、ブレマートン、バンクーバーおよびタコマの港は軍艦の建造に使われた。シアトルは太平洋へ送り出す兵士の出発点となり、その多くが出発前にゴールデン・ガーデンズ公園で宿泊した。州東部ではハンフォード・ワークス原子力エネルギープラントが1943年に開設され、原子爆弾製造に大きな役割を果たした。
激しい振動や噴火の続いた後の1980年5月18日、セントヘレンズ山の北東斜面が爆発し、この火山の頂部が大きく壊れた。この噴火で森を平らにし、57人の人命を奪い、コロンビア川とその支流を灰と泥で溢れさせ、ワシントン州やその他周辺の州を灰で覆い、昼でも夜のように暗くさせた。

## 地理

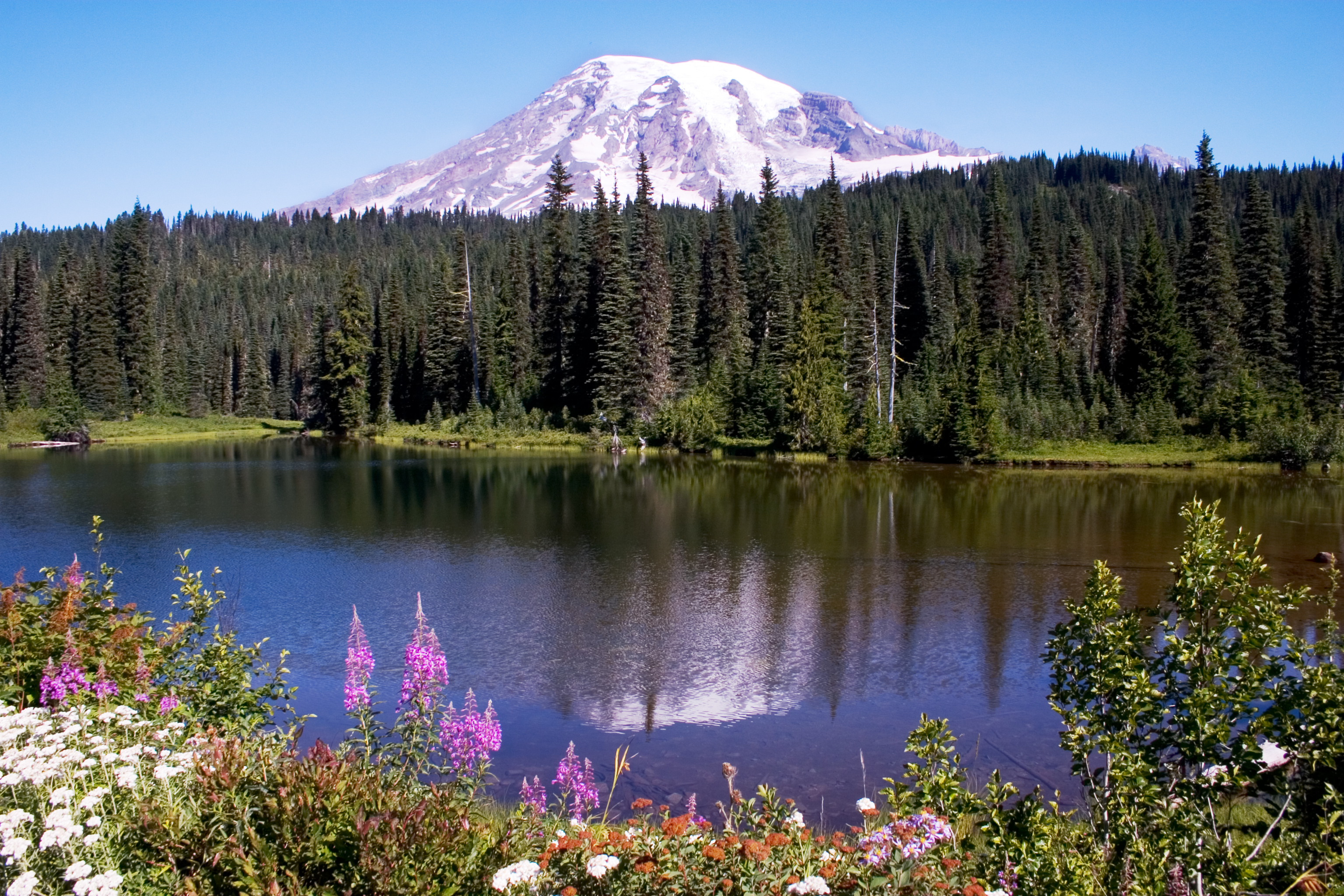
レーニア山、手前のリフレクション湖に映っている

州南東部

ワシントン州は大陸アメリカ合衆国では北西の隅にある。西部で太平洋、南部でオレゴン州（この境界の大部分がコロンビア川であり、その東側は北緯46度線である）、東部でアイダホ州と接し、北側境界は大半が北緯49度線でありその西側はジョージア海峡、ハロ海峡およびファンデフカ海峡を経てカナダのブリティッシュコロンビア州と隣接している。美しい風景が広がっていることで知られ、標高の高い山々は常緑樹の森林やきらめく沿岸の海水よりもはるか上にそびえている。
東側のアイダホ州との境界はスネーク川とクリアウォーター川の合流点（西経 116°57'）から北に子午線が真っ直ぐ走っており、南側の部分のみがスネーク川に沿っている。そこから西、太平洋までがワシントン州である。ワシントン州は南北戦争の間北軍の領土だったが、実際に戦争に参加することはなかった。
ワシントン州は太平洋岸北西部と呼ばれる地域の一部である。太平洋岸北西部には常にワシントン州とオレゴン州は含まれるが、アイダホ州、モンタナ州西部、カリフォルニア州北部、ブリティッシュコロンビア州の部分あるいは全部、アラスカ州およびユーコン準州はこの言葉を使う者の意図によって含められたり含められなかったりする。
カスケード山脈の高い山々が南北に走り、ワシントン州を2つに分けている。州西部はカスケード山脈の西側であり、温暖で雨の多い冬と秋と春、比較的乾燥した夏のある海洋西海岸性気候である。ここには針葉樹の深い森と温帯雨林がある。
対照的に州東部はカスケード山脈の東であり、比較的乾燥した気候で、カスケード山脈の雨陰には広大な亜乾燥ステップと乾燥した砂漠が幾つかある。ハンフォード居留地の場合は年間平均降水量が6インチから7インチ (152 - 178 mm) である。さらに東にいくと乾燥の程度は緩む。州南東部にあるパルース地域は草原だったが大半が農地に転換された。東部の他の地域は森林と山岳である。
カスケード山脈には他の山地よりも高く聳える火山が幾つか含まれている。北からベーカー山、グレイシア峰、セントヘレンズ山およびアダムズ山が並んでいる。セントヘレンズ山は州内で現在も活動を続けている唯一の火山である。しかし、上記火山は全て活火山だと考えられている。シアトル市の南80キロメートルには火山のレーニア山があり、市内からも見ることができる。標高は14,411フィート (4,392 m) あり、シアトル都市圏に近いために大陸アメリカ合衆国では最も危険な火山だと考えられている。防災十年火山にも挙げられている。
太平洋やピュージェット湾の港があることで、アラスカ州、カナダおよび環太平洋地域の海上貿易では重要な役割を果たしている。ピュージェット湾の多くの島はアメリカ合衆国最大のフェリー航路網で結ばれている。
ワシントン州は対照的地勢の共存する領域である。オリンピック半島の深い森林は世界の中でも雨が多い場所であり、北米大陸で唯一の温帯雨林（Hoh Rain Forest のような）に囲まれている。一方、カスケード山脈以東の半砂漠地域では樹木は稀である。ワシントン州の一番高い山、レーニア山はシアトル南東部に垂直にそびえ、他州の最高点のいずれよりも多量の氷河に覆われている。晴天時にタコマ沖合いに「浮かぶ」ように現れる。ワシントン州の東部側は2つの地域、オカノガン高地およびコロンビア川流域に分ける事が出来る。

### 連邦政府管理地、保留地と国際的な認知
オリンピック国立公園はユネスコの世界遺産と国際生物圏保護区に指定されている。以下のアメリカ合衆国連邦政府管理地が州内にある。

#### 国立公園と保護地
州内には国立公園局の管理する3つの国立公園と2つの国立保護地がある。
- レーニア山国立公園
- ノース・カスケード国立公園
- オリンピック国立公園
- セントヘレンズ山国立火山保護地
- ハンフォードリーチ国立保護地

#### 国有林
州内には林野局の管理する9つの国有林の全体あるいは一部が含まれている。
- コルビル国立の森
- ギフォード・ピンショー国立の森
- アイダホ・パンハンドル国立の森
- カニクス国立の森
- ベーカー山スノクァルミー国立の森
- オカノガン国立の森
- オリンピック国立の森
- ユマティラ国立の森
- ウェナッチー国立の森

#### 連邦政府が保護する原生地
州内には31の国が保護する原生地の全体あるいは一部が含まれている。以下はその一部。
- アルパイン湖原生地
- グレイシア峰原生地
- ゴートロックス原生地
- ヘンリー・M・ジャクソン原生地
- ジュニパー砂丘原生地
- シェラン湖ソートゥース原生地
- ベーカー山原生地
- ノーズ峰原生地
- オリンピック原生地
- パセイテン原生地
- ワイルドスカイ原生地

#### 国立野生生物保護区
州内には23の野生生物保護区の全体あるいは一部が含まれている。以下はその一部。
- ダンジェネス国立野生生物保護区
- リトルポンダレイ国立野生生物保護区
- ニスクァリー国立野生生物保護区
- リッジフィールド国立野生生物保護区
- サドル山国立野生生物保護区
- サンフアン島国立野生生物保護区
- ターンブル国立野生生物保護区
- ウィラパ国立野生生物保護区

#### その他の連邦政府が保護する区域
- コロンビア川峡谷国立景観地域
- イーベイズランディング国立歴史保護地
- バンクーバー砦国立歴史史跡
- クロンダイク・ゴールドラッシュ国立歴史公園
- シェラン湖国立レクリエーション地域
- ルーズベルト湖国立レクリエーション地域
- ワーデン砦州立公園[12]
- ロス湖国立レクリエーション地域
- サンフアン島国立歴史公園
- ホィットマン宣教師団国立歴史史跡
- その他国立自然ランドマーク17か所

#### 軍隊とそれに関連する保護地
- ルイス・マッコード合同基地
- フェアチャイルド空軍基地
- キトサップ海軍基地
- ハンフォード・サイト
- ヤキマ訓練センター
- ピュージェット・サウンド海軍造船所と中間修理施設（ブレマートン）
- ホイッドビー・アイランド海軍航空基地
- エバレット海軍基地

### 気候

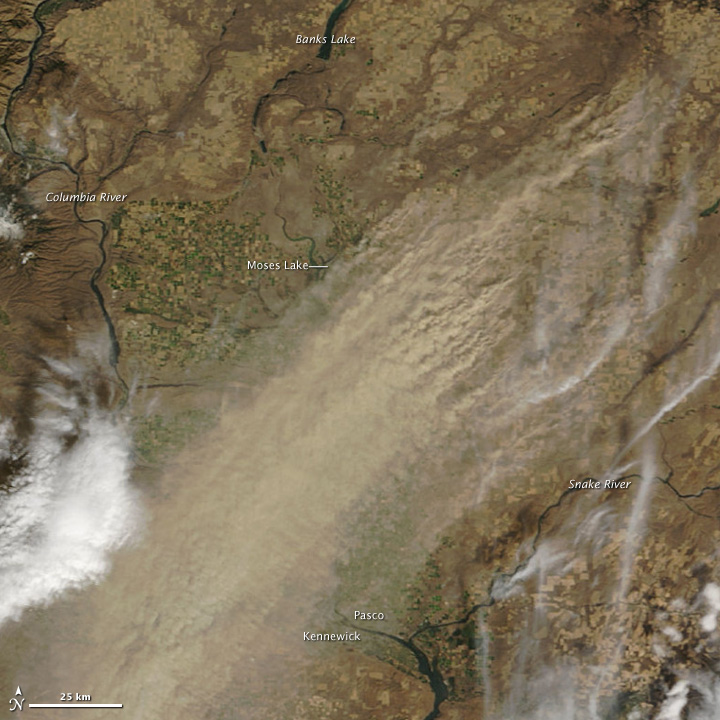
乾燥農法 のために2009年10月4日に州東部乾燥地域に大規模な砂塵嵐が起こった。NASA/GSFC, MODIS Rapid Response.提供

ワシントン州の気候は西から東に行くに連れて大きく変化している。州西部は海洋性気候（西岸海洋性気候とも呼ばれる）が支配的であり、カスケード山脈の東側は亜乾燥気候である。このような気候になる主要因として、北太平洋の高気圧と低気圧が入れ替わり現れる気象条件、北アメリカの大陸大気団、およびオリンピック山脈とカスケード山脈がある。春と夏には高気圧が北太平洋を支配し、大気は時計回りに回転する。
このことで北西からの偏西風が比較的冷涼な空気をもたらし、乾燥した季節を常に期待できることを意味している。秋と冬には低気圧のサイクロンが北太平洋で発生し、反時計回りで回転する。このことで偏向風は南西から吹くことになり、比較的暖かく湿った空気をもたらし、湿潤な季節となる。この湿潤な季節の極端になった場合をパイナップルエクスプレスと呼ぶことがある。
ワシントン州西部がヨーロッパの海岸都市の多くと同様に海洋性気候であるにも拘わらず、1880年、1881年、1893年および1916年の大雪や1883年-1884年、1915年-1916年、および1955年-1956年の厳しい冷え込みのような例外もある。このような時は 6フィート(1.8 m) の積雪や 0°F(−18℃) 以下の気温となり、3か月の根雪があったり湖や川が数週間凍ったりする。シアトル市での過去最低気温は1950年1月31日の 0°F(−18℃) だが、シアトルから車で約3時間の低高度の地域でも −48°F(−44℃) を記録したことがある。
2006年、ワシントン大学の気候影響グループが『ワシントン州の経済における気候変動の影響』を出版した。これは地球温暖化の可能性とワシントン州に与えるその影響についてリスクと機会を予備的に評価したものである。

#### 雨陰効果
オリンピック山脈とカスケード山脈が太平洋から内陸に吹き込む気団に地形性上昇を起こさせることで、山脈の風上の側は降水量が多く、風下の側は極めて少なくなる。これら山脈の南西に面した風上斜面は降水量が多く、温暖で冷涼な気温となる。ピュージェット湾の低地は冬に雲と雨が多く、カスケード山脈の西側斜面は多量の雨が降って、高度の高い地域では降雪が多い。州の北側境界に近いベーカー山は世界でも降雪量の多い場所の1つであり、一冬で1,140インチ (2,900 cm) の降雪は世界記録になっている。
カスケード山脈の東側は雨陰効果の強い広大な地域である。ワシントン州東部の大半では亜乾燥状態となり、コロンビア川台地中央の比較的高度の低い場所、特にスネーク川からオカノガン高地にかけてコロンビア川東岸は雨陰効果が最高になる。西部の温帯雨林に対して、東部では草原と灌木のステップで覆われている。

#### 気温
年間平均気温は太平洋岸での 51°F(11℃) から北東部の 40°F(4℃) まで変化する。過去最低気温はウィンスロップとマザマで記録した −48°F(−44℃) である。過去最高気温はアイスハーバー・ダムで記録した 118°F(48℃) である。どちらの記録もカスケード山脈の東側で記録された。州西部はその温暖な気候で知られ、冬はかなりの量の霧や雲で覆われることが多く、霧雨が長く続く。夏は日照が多く乾燥する。また時として極端な気象も発生する。冬季の北極性寒冷前線や夏の熱波は珍しいことではない。マリエッタでは気温が 112°F(44℃) に、ロングビューでは −20°F(−29℃) に達したことがある。
オリンピック半島の西側は年間降水量が160インチ (4,000 mm) に達し、大陸アメリカ合衆国では最も降水量が多い地域になっている。晴れた日の無い期間が数週間から数か月続くこともある。カスケード山脈の西側斜面は国内でも降雪量の多い地域である（降水換算で200インチ (5,000 mm) 以上の場合もある）。カスケード山脈の東側の雨陰地域は年間降水量がわずか6インチ (150 mm) である。さらに東のロッキー山脈に向かうと降水量は次第に増加している。

## 人口動態

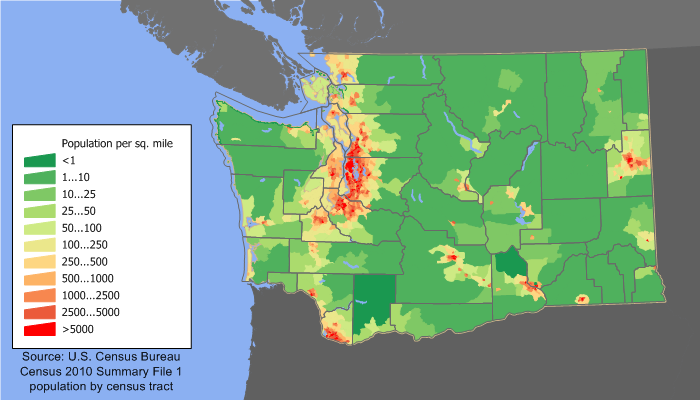
ワシントン州の人口密度マップ

2020年のアメリカ合衆国国勢調査によると、ワシントン州の人口は7,705,281人となり、前回2010年国勢調査より980,741人、14.58%増加した。アメリカ合衆国の太平洋岸北西部では人口最大の州であり、その後にオレゴン州とアイダホ州が続いている。昔からドイツ系、アイルランド系およびイングランド系の移民が多い。
2004年、ワシントン州の人口は631,500人（州人口の10.3%）の外国生まれを含み、100,000人の不法在留外国人（州人口の1.6%）を見込んでいる。
2000年のワシントン州の人口重心はイーナムクロー市がある、キング郡東部である。
2020年国勢調査では、シアトル・タコマ・ベルビュー都市圏の人口が4,018,762人とされており、州人口の半分を超えている。
州人口のうち5歳未満は6.7%、18歳未満は25.7%、65歳以上は11.2%である。女性の比率は 50.2%となっている。

### 人種、および祖先
2010年国勢調査では、この州の人種的構成は以下の通りである。
| 割合                    | 人種                              |
| ----------------------- | --------------------------------- |
| 77.3%                   | 白人（非ヒスパニック白人は72.5%） |
| 7.2%                    | アジア人                          |
| 4.7%                    | 混血                              |
| 3.6%                    | アフリカ系アメリカ人              |
| 1.5%                    | アメリカ・インディアン            |
| 0.6%                    | 太平洋諸島系                      |
| 11.2%（上記と重複あり） | ヒスパニック                      |

アジア人7.2%の内訳は中国人1.4%、フィリピン人1.4%、ベトナム人1.0%、韓国人0.9%、インド人0.9%、日本人0.5%、カンボジア人0.3%、ラオス人0.1%、タイ人0.1%となっている。
アフリカ系アメリカ人はシアトル市南部やタコマ市に集中している。アメリカ合衆国の州ではアフリカ系アメリカ人人口が少ない方の州である。第二次世界大戦後に軍需産業やアメリカ軍がアメリカ合衆国南東部のアフリカ系アメリカ人を数多く採用してシアトル市のアフリカ系アメリカ人社会が大きくなった。彼等は1960年代にウェストコーストのロックンロールやR&Bソウルに大きな影響を与えた。シアトル出身のジミ・ヘンドリックス（黒人とチェロキー族インディアンの混血）がハードロックのパイオニアとして有名である。
アメリカ・インディアンはコルビル、マカ、マックルシュート、クィノールト、セイリッシュ、スポケーンおよびヤキマの各インディアン居留地や管轄区域に住んでいた。チヌーク族、ラミ族およびセイリッシュ族など部族が知られている。しかし、第二次世界大戦後にシアトルでアメリカ合衆国インディアン局の移住計画が形成した都市型インディアン社会が、この多様な都市圏に様々なインディアン文化をもたらしてきた。1880年代に白人がこの地峡に入植した時に、シアトル市はシアトル酋長に因んで名付けられていた。
アジア系や太平洋諸島系の住人はシアトル都市圏のカナダ国境にあるマウントバーノンからオレゴン州ポートランドの対岸にあるバンクーバーまで地域社会や地区を形成してきた。スポケーン市住人の10%はアジア系である。フィリピン系人口が最大であり、2010年時点で137,083人となっている。日本からの移民も多く、米国でも最大級の日系人コミュニティがあり、神社もある。
民族集団としての最大はラテン系の11%であり、メキシコ系アメリカ人がシェヘイリス・バレーや、ヤキマ・バレーと州東部の農業地域で大きな集団を形成している。20世紀後半メキシコやその他ラテン地域から大量の移民がシアトル市南部に入り、1980年代と1990年代に不動産ブームが起こった時にはキング郡、ピアース郡およびスノホミッシュ郡にある程度集中した。
祖先の出身国で分けた人口構成は以下の通りである。ワシントン州の多くの部分にはイングランド系の住民が暮らしているが、州の東部にはドイツ系アメリカ人住民が多く住んでいる。ワカイアカム郡はスカンディナヴィア系の多くの住民が住んでいる。
| 割合  | 出自国                         |
| ----- | ------------------------------ |
| 20.9% | ドイツ系                       |
| 12.6% | イングランド系                 |
| 12.6% | アイルランド系                 |
| 6.2%  | ノルウェー系                   |
| 4.1%  | アメリカ人                     |
| 4.0%  | フランス系                     |
| 3.9%  | スウェーデン系                 |
| 3.6%  | イタリア系                     |
| 3.4%  | スコットランド系               |
| 2.6%  | スコットランド・アイルランド系 |
| 2.5%  | オランダ系                     |
| 1.9%  | ポーランド系                   |
| 1.4%  | ロシア系                       |
| 1.2%  | デンマーク系                   |
| 1.1%  | ウェールズ系                   |

### 宗教
ワシントン州人口の宗派別構成比は以下の通りである。
- キリスト教 –65%
  - プロテスタント –49%
    - 福音主義派 –25%
    - メインライン –23%
    - その他のプロテスタント –1%

  - ローマ・カトリック –16%
- モルモン教 –4%
- 無宗教 – 25%
- ユダヤ教 - 1%
- イスラム教 - 1%
- 他の宗教 – 3%
  - 神道
    - 日本の椿大神社の分社のアメリカ椿大神社がある。

2000年時点で信者数最大の宗派は716,133人のローマ・カトリック教会である。モルモン教の信者数は178,000人、福音主義派の信者数は127,854人となっている。
アメリカ合衆国西部の諸州と同様、自身を「無宗派」とする人口比率は全国平均より高く、コロラド州に次いで第2位である。

## インディアン部族

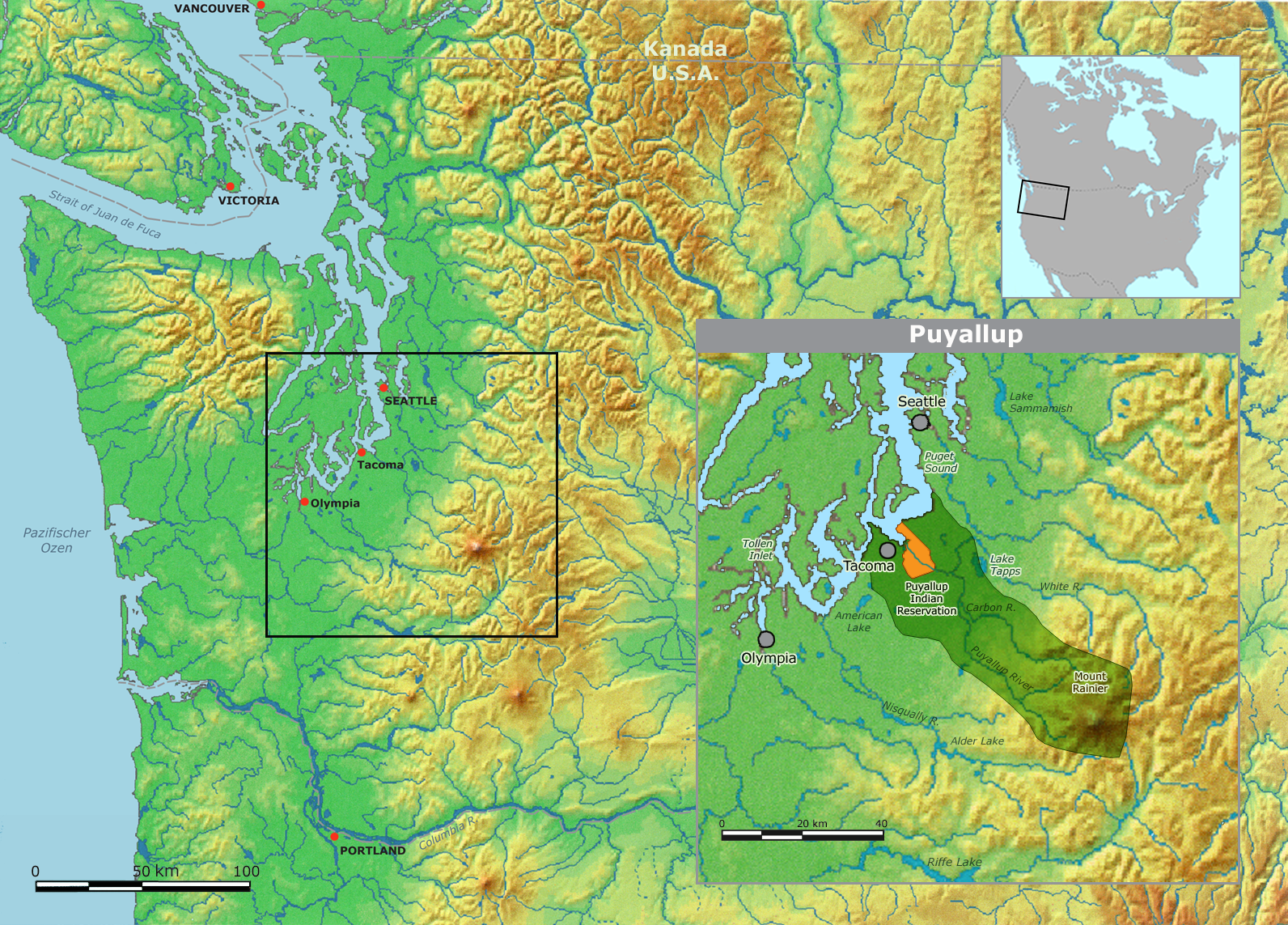
ワシントン州のインディアン保留地

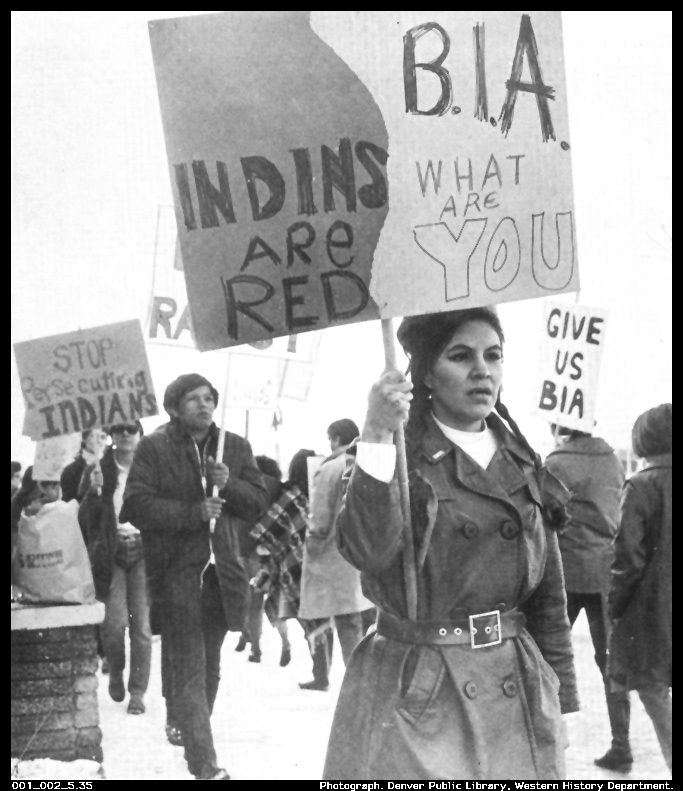
1970年に、「全米インディアン若者会議」がデンバーで決行した内務省BIA（インディアン管理局）ビル前での「フィッシュ・イン」抗議デモ

かつて70を数えるインディアン部族が先住し、現在も公認・非公認を含めた部族が200を超える。鮭漁などを営む漁猟民が多い。ピュージェット海峡では、周辺部族によるカヌー競争が盛んに行われる。
同州では海川での漁猟民が非常に多いが、白人はスポーツとして渓流釣りを楽しめるが、インディアンが川漁をすれば密猟罪で逮捕される、という状況が人種差別と連動して1950年代になってもなお根強かった。さらに1950年代から、全米のインディアン部族の漁猟・狩猟権の剥奪法案が合衆国議会で次々に可決され、同州のインディアン部族にとっても死活問題となった。1954年に「ピュヤラップ族」指導者のボブ・サティアカムによって始められたインディアンの漁猟権を巡る抗議は、1960年代のインディアン権利回復運動の中で中心的なテーマとなった。
ワシントン州では1964年3月に、このインディアンの漁猟・狩猟権の剥奪法案への抗議として、同州のあらゆる場所で一斉に全米から集まった5000人近いインディアンたちが一斉に釣りをしてみせる「フィッシュ・イン抗議運動」が決行された。20世紀に入って初のインディアンによる大規模抗議行動となるこの「フィッシュ・イン」は、1961年に発足した「全米インディアン若者会議」が主導したものだった。この運動には、白人俳優のマーロン・ブランドも参加し、援助を行っている。この「フィッシュ・イン」抗議運動では白人によって徹底弾圧が行われて逮捕者が続出し、運動を指揮したインディアン運動家ハンク・アダムスは警官隊の発砲で重傷を負った。

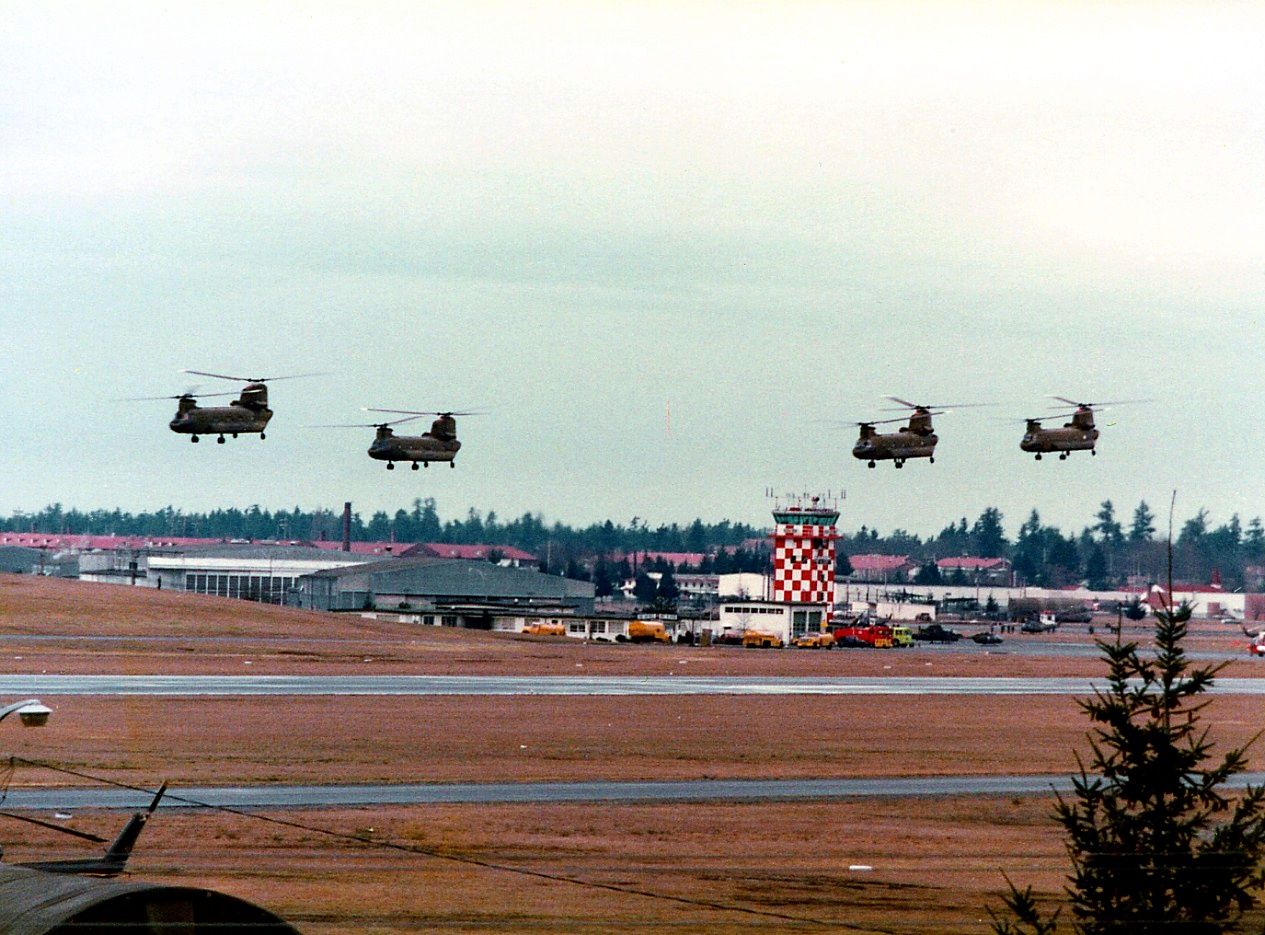
ニスクォーリー族の保留地の東半分を占領した米軍のルイス基地と、「チヌーク」ヘリコプター

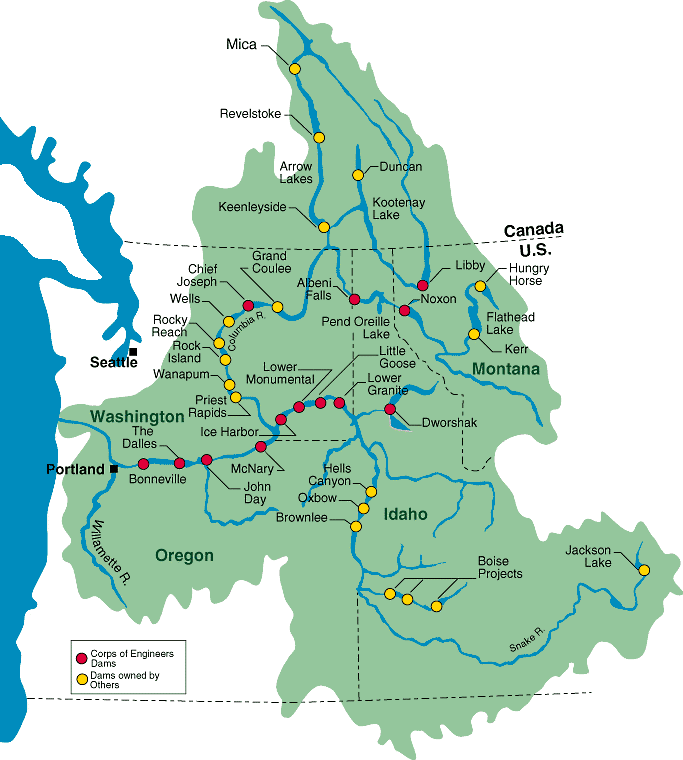
ワシントン州周辺の河川における水力発電ダム。インディアンの保留地に作られたものが多い

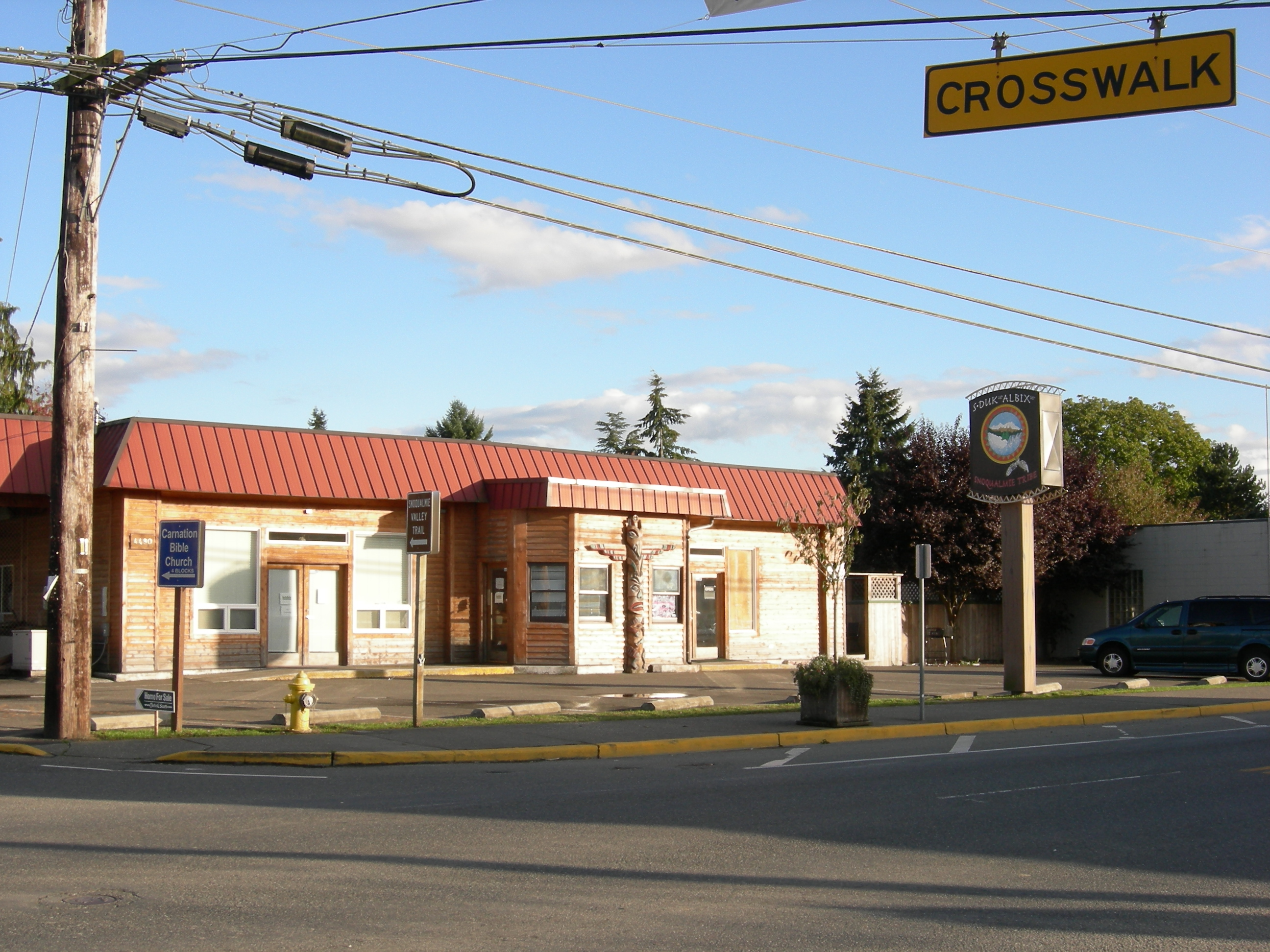
スノクアルミー族の部族会議事務所

ニスクォーリー川の名の由来となった「ニスクォーリー族」は、1854年の「メディシンクリーク条約」をもとに、アメリカ連邦政府によって河口に近いピュージェット湾域へ強制移住させられたが、彼らの保留地の2/3は1917年にアメリカ陸軍の「ルイス基地」建設によって占領され、漁業権も奪われた。1970年代に入って、彼らは「ピュヤラップ族」とともに、「メディシンクリーク条約」で保証された同川での彼らの漁猟権回復要求運動を開始。白人からの嫌がらせと多数の逮捕者に耐え、州政府を提訴し、1974年にワシントン州のすべてのインディアン部族に、彼らの伝統領域での50%の漁獲漁猟権を認めた「ボルト決議」を勝ち取った。
しかし同州では1885年以来、多数の河川に電力会社が発電ダムを建設したことで鮭の遡上が阻害されていて、これらの条約・決議を虚しくしており、多数の漁猟部族がこれらのダムの設備改善要求運動を起こしている。電力ダムの契約更新を巡っては環境団体を巻き込んだ大論争となっており、ニスクォーリー川問題では「ニスクォーリー川調整委員会（NRCC）」が発足、「ニスクォーリー族」は「アルダー・ダム」下流の保留地に魚卵孵化場を設置することで和解したが、「ヤカマ族」や「チュラリップ族」はコロンビア川の「ロックアイランド・ダム」、「マックルシート族」はピュージェット湾電力会社を相手取り、「連邦エネルギー規制委員会（FARC）」に提訴係争中である。
2009年11月12日、「コルヴィル部族事務評議会」は、1872年の連邦との条約で保証された土地であり、1891年の連邦への割譲後も狩猟漁猟権を認定されている「ノース・ハーフ領域」での、部族の狩猟権確認のための訴訟を連邦裁判所に起こした。マイケル・フィンリー評議会委員長は「ワシントン州の『銃器取締法』の適用は、他州よりもインディアン部族に厳しすぎる」と抗議している。
「スクララム族」は伝統漁猟民であるが、彼らの住むキッツァップ半島には20世紀初頭から白人企業による製材工場が林立し、周辺の海域を汚染した。魚介海産物を伝統食材とするスクララム族は海洋汚染の影響を受け、1990年代には伝統食を続ける部族員が軒並み癌を発症し、大問題となっている。
オリンピア半島の「マカー族」は、全米で唯一、捕鯨権を連邦政府との条約で承認されている部族であるが、100年近くにわたり、不当にこれを禁止されてきた。今世紀に入り伝統のコククジラ漁を再開したものの、州政府や反捕鯨団体「シー・シェパード」などからの妨害、嫌がらせ、脅迫を受け続けている。
「シアトル市」は、「スクアミシュ族」のシアトル酋長（Chief Seattle）の名に因んでいる。スクアミシュ族が19世紀にアメリカ連邦政府によって保留地へ強制移住させられた際の、シアトル酋長の演説は非常に有名である。
「コウリッツ族」は保留地を持たない「絶滅部族」であるが、現在、クラーク郡に購入した152エーカー（約0.6 km2）の土地を内務省信託として申請中である。この申請が内務省BIA（インディアン管理局）で承認されれば、この土地はコウリッツ族の政府、住宅、産業のための保留地となる。彼らは同地での「コウリッツ・カジノ・リゾート」を計画中である。

### アメリカ連邦政府が公式認定している部族・団体

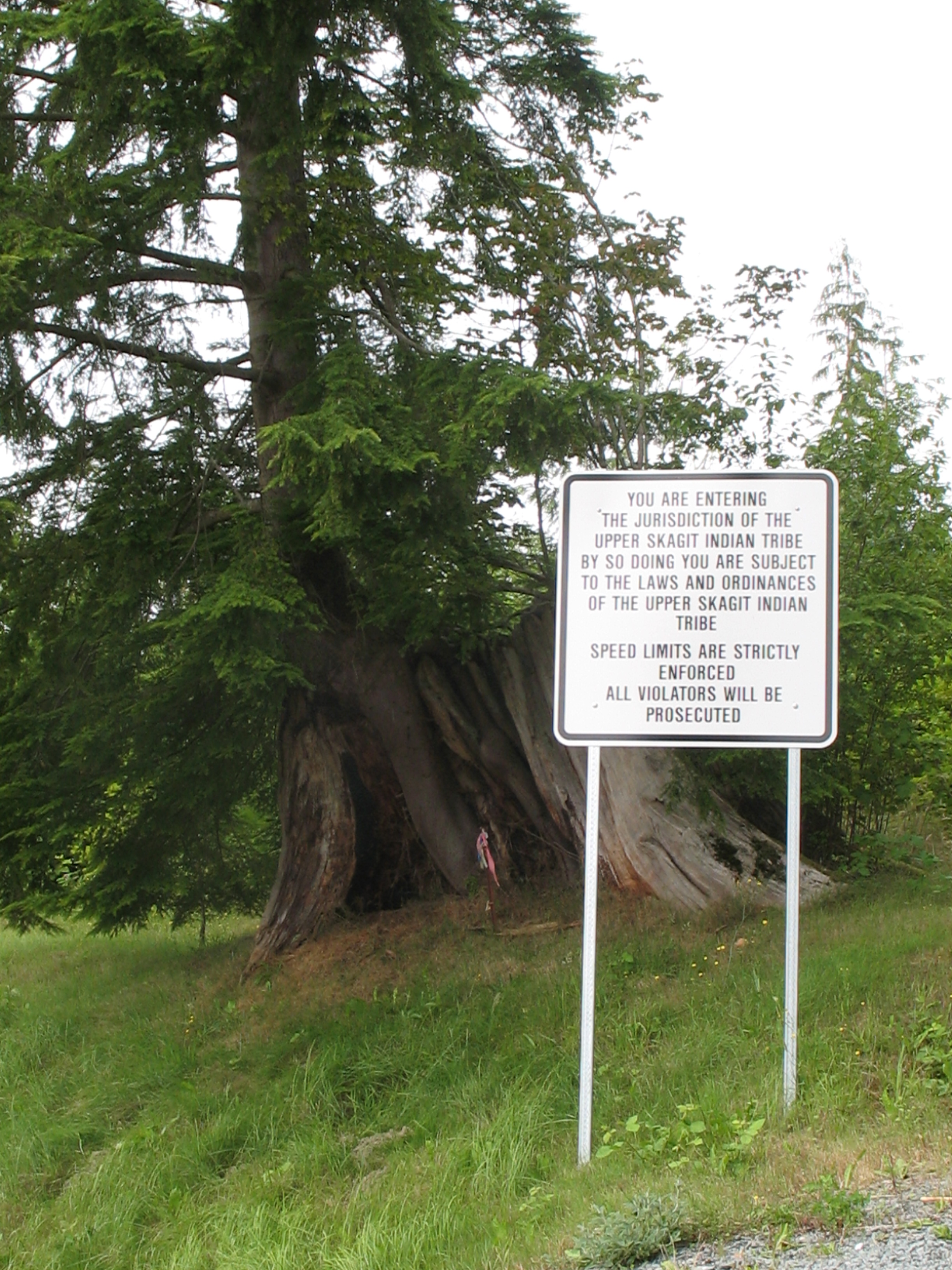
上スカギット族の保留地案内看板
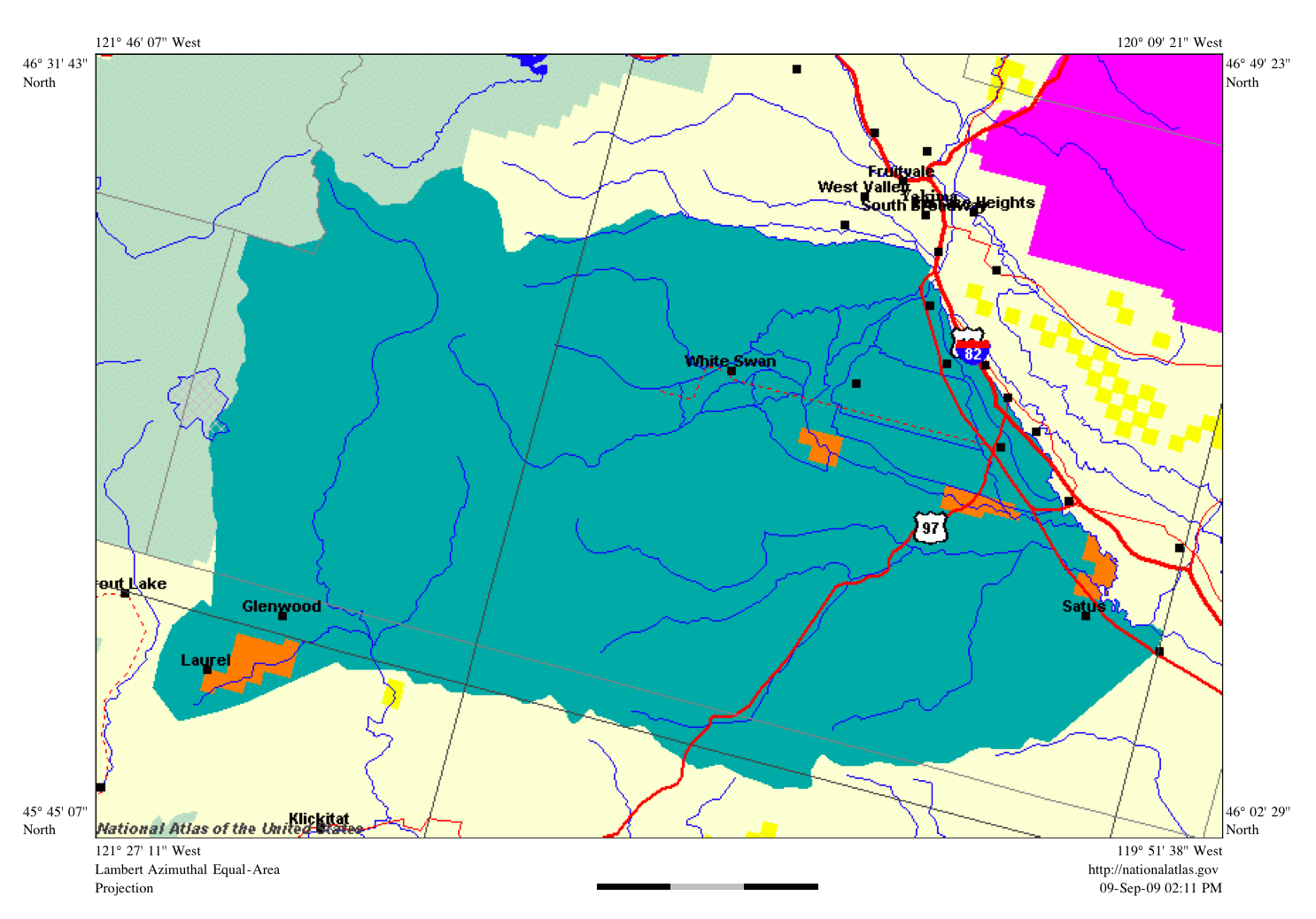
ヤカマ族の保留地

- 「上スカギット族」
- 「マカー族」
- 「カリスペル族（ペンド・オ＝レイル族）
- 「ルムミ族」
- 「ス＝クララム族」
  - 「ジェームスタウン・バンド」
  - 「ポート・ギャンブル・バンド」
- 「ヤカマ族・トペンニッシュ・バンド」
- 「下エルワ部族会議（クララム族）
- 「マックルシュート族」
- 「コルヴィル事務評議会」
  - 「コルヴィル族」
  - 「チェラン族」
  - 「エンティアト族」
  - 「メソウ族」
  - 「オカノガン族」
  - 「サン・ポイル族」
  - 「レイク・ネスペレム族」
  - 「ネ・ペルセ族」
  - 「パルース族」
  - 「シンキョーネ族」
  - 「シンキョーネ族・モーゼのバンド」
  - 「ウェナッチー族」
- 「クイリユート族」
- 「ピュヤラップ族」
- 「ニスクォーリー族」
- 「ソーク＝シアトル族」
- 「ヌークサック族」
- 「ショールウォーター湾部族会議」
  - 「チェハリス族
  - 「チヌーク族」
  - 「クイノールト族」
- 「クイノールト族」
- 「チュラリップ取締会議」
  - 「スノホミシュ族」
  - 「ショウクアルミー族」
  - 「スカイホミシュ族」
- 「スココミシュ族」
- 「チェハリス族」
- 「サミッシュ族」
- 「スクアジン島インディアン（沿岸サリシュ族）」
- 「スウィノミシュインディアン部族共同体」
  - 「スウィノミシュ族」
  - 「キキアルス族」
  - 「下スカギット族」
  - 「サミシュ族」
- 「スクアミシュ族」
- 「スノクアルミー族」
- 「スポケーン族」
- 「スティラクアミシュ族」
- 「ホー族」
- 「サミシュ族」
- 「コウリッツ族」（公認予定）

### アメリカ連邦政府に公式認定要求中の部族・団体
- 「ミッチェル湾インディアン・バンド」
- 「スノクアルモー族」
- 「ドゥワミシュ族」
- 「ステイラクーム族」
- 「チヌーク族」
- 「スノホミシュ族」
- 「ノー・ワー・ハ族」
- 「チェロキー族・アニサハニ・青い氏族」
- 「自由チェロキー族」
- 「キキアルス族」
- 「ヌークサック族」・マリエッタ・バンド」

### インディアン・カジノ
- 「ジェームスタウン・ス=クララム族」
  - 「七本杉のカジノ」 - 門前に控えるトーテム・ポールが特徴
- 「下エルワ部族会議（クララム族）
  - 「エルワ川カジノ」
- 「マカー族」
  - 「マカー部族ビンゴ場」（現在閉店）
- 「コウリッツ族」
  - 「コウリッツ・カジノ・リゾート」（計画中）
- 「クイノールト族」
  - 「クイノールト浜辺のリゾート&カジノ」
- 「マックルシュート族」
  - 「マックルシュート・インディアン・カジノ」
- 「スノコールミー族」
  - 「スノコールミー・カジノ」
- 「スクアミシュ族」
  - 「澄んだ水のカジノ」
- 「ポート・ギャンブル・ス=クララム族」
  - 「胸躍る鷲のビンゴ場」
  - 「岬のカジノ」
- 「スクアジン島インディアン」
  - 「小さな渓流のカジノ・リゾート」
- 「スココミシュ族」
  - 「幸運な犬のカジノ」（2009年9月30日を以て閉店）
- 「コルヴィル部族連合」
  - 「ミル湾のカジノ」
  - 「クーリーダム・カジノ」
  - 「オカノガン・ビンゴ・カジノ」
- 「ショールウォーター湾部族会議」
  - 「ショールウォーター湾カジノ」
- 「ピュヤラップ族」
  - 「エメラルドクイーンホテル」
  - 「エメラルドクイーンカジノ」
- 「上スカジット族」
  - 「スカジットバレーカジノ」
- 「スウィノミシュ族共同体」
  - 「スウィノミシュ・北の灯りのカジノ」
- 「スティラクアミシュ族」
  - 「風の天使のカジノ」
- 「テュラリップ族」
  - 「クイルシダー渓流ナイトクラブ&カジノ」
  - 「テュラリップ・リゾート・カジノ」
- 「カリスペル族」
  - 「北部クエスト・カジノ」
- 「スポーケン族」
  - 「チェウェラー・カジノ」
  - 「二つの川のカジノ&リゾート」
- 「チェハリス保留地部族連合」
  - 「幸運な鷲のカジノ」
- 「ニスクォーリー族」
  - 「赤い風のカジノ」
- 「ヌークサック族」
  - 「ヌークサック川のカジノ」
  - 「北の森を横切るカジノ」
- 「ルムミ族」
  - 「銀の木の葉のカジノ」
- 「ヤカマ・インディアン・部族とバンドの連合国家」
  - 「ヤカマ国家の伝説のカジノ」

## 主要な都市と町

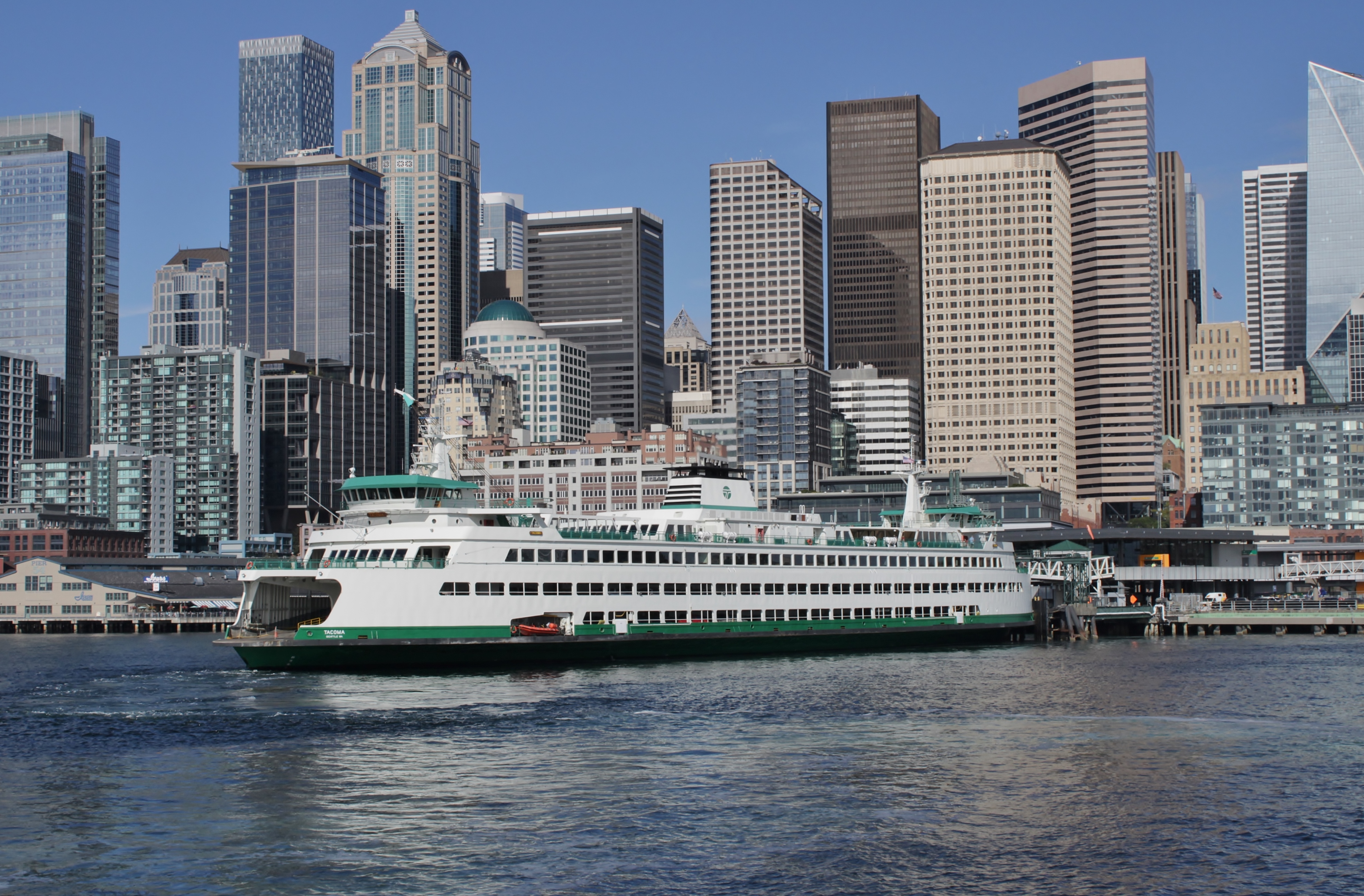
シアトル

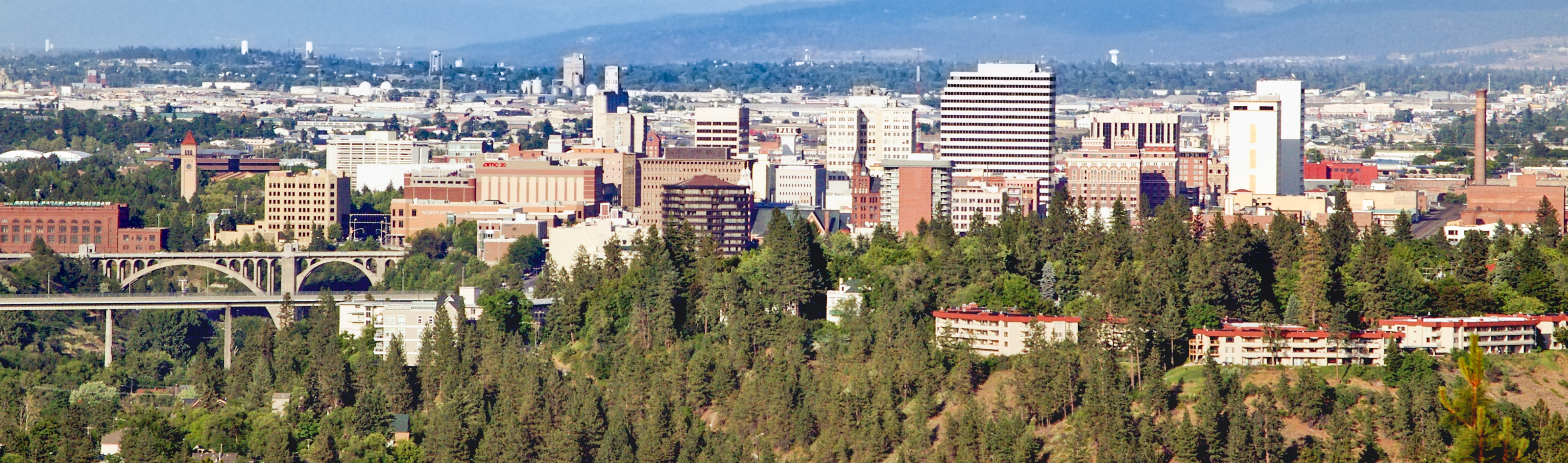
スポケーン

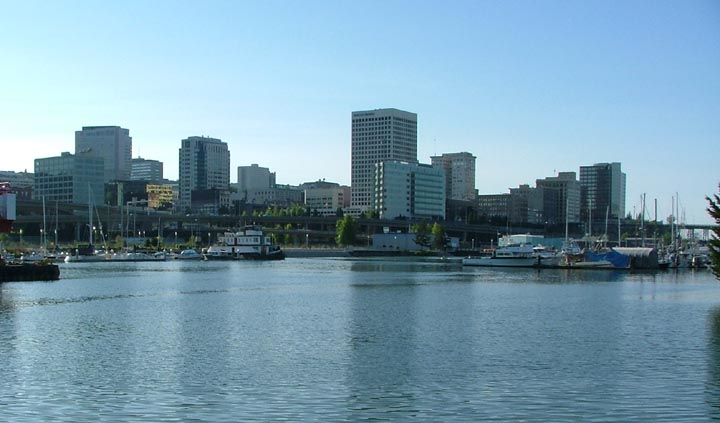
タコマ

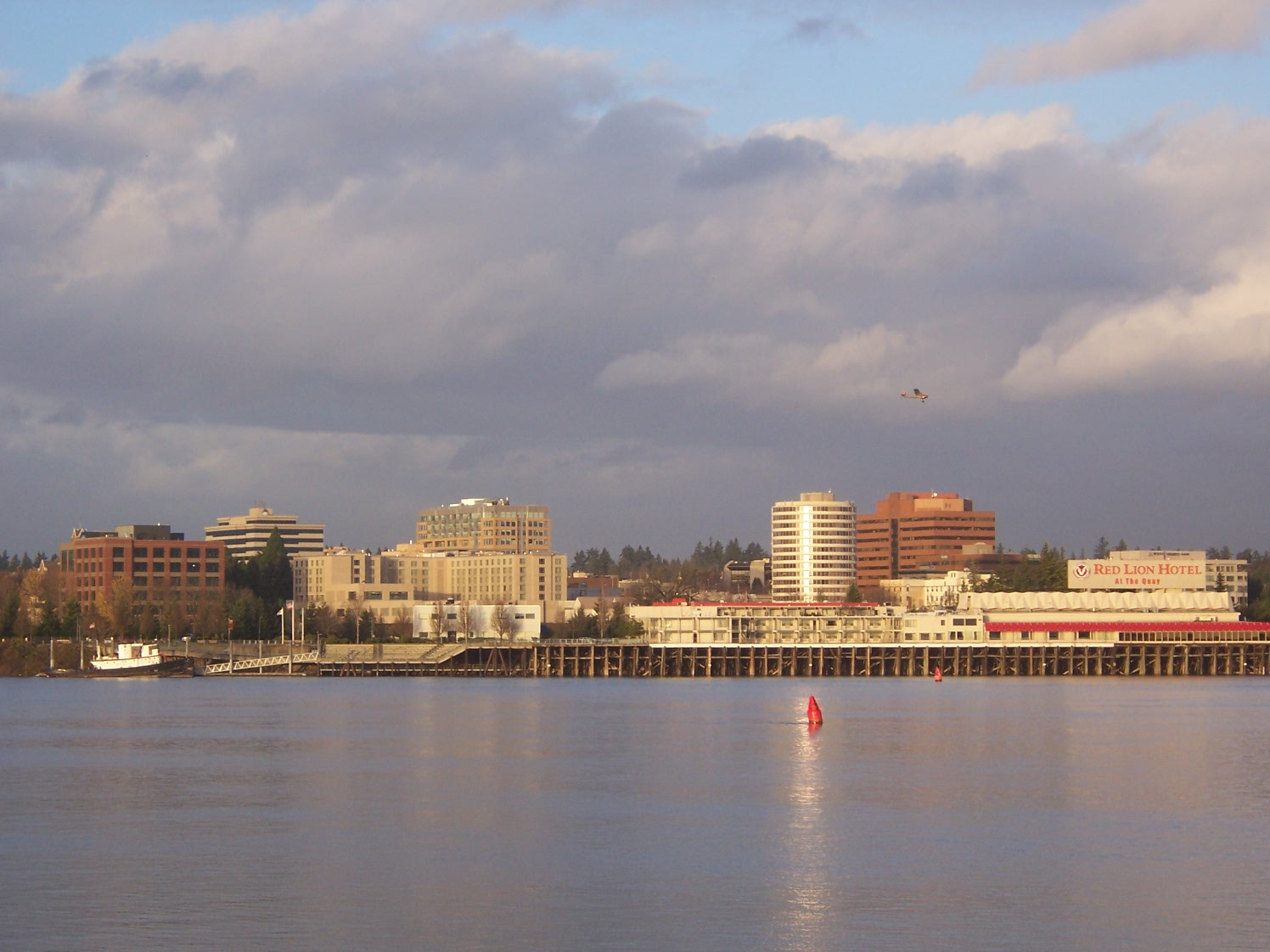
バンクーバー

参照：ワシントン州の都市一覧、ワシントン州の町一覧、ワシントン州の一人当たり収入の多い場所の一覧及びワシントン州の市政府
下表はワシントン州の人口の多い都市20傑である。人口は2020年国勢調査による。
| 順位 | 都市名           | 人口（人） |
| ---- | ---------------- | ---------- |
| 1    | シアトル         | 737,015    |
| 2    | スポケーン       | 228,989    |
| 3    | タコマ           | 219,346    |
| 4    | バンクーバー     | 190,915    |
| 5    | ベルビュー       | 151,854    |
| 6    | ケント           | 136,588    |
| 7    | エバレット       | 110,629    |
| 8    | レントン         | 106,785    |
| 9    | スポケーンバレー | 102,976    |
| 10   | フェデラルウェイ | 101,030    |
| 11   | ヤキマ           | 96,968     |
| 12   | カークランド     | 92,175     |
| 13   | ベリンハム       | 91,482     |
| 14   | オーバーン       | 87,256     |
| 15   | ケニウィック     | 83,921     |
| 16   | パスコ           | 77,108     |
| 17   | レドモンド       | 73,256     |
| 18   | メアリーズビル   | 70,714     |
| 19   | サマミッシュ     | 67,455     |
| 20   | レイクウッド     | 63,612     |

なお、州都オリンピアは人口55,605人、州内23位で、上表には入っていない。

## 政治と法律
参照：ワシントン州政府

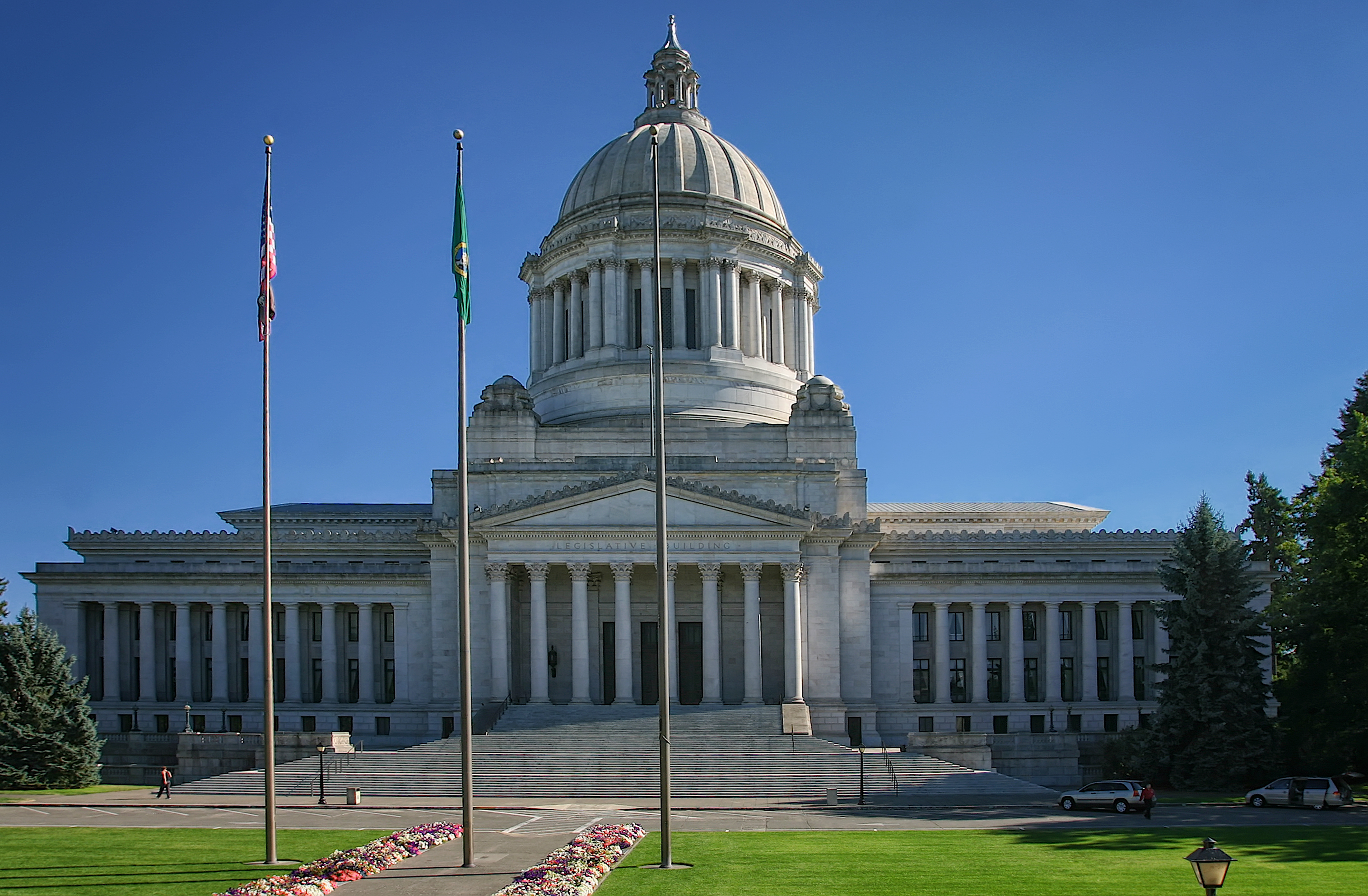
ワシントン州会議事堂、オリンピア市

ワシントン州の立法府は両院制議会である。州議会には下院と上院がある。州内は人口に応じて49の選挙区があり、それぞれ2人の下院議員と1人の上院議員を選出する。下院議員の任期は2年間、上院議員の任期は4年間である。多選の制限は無い。2011年時点で民主党が両院とも多数派になっている。
ワシントン州の行政府は4年任期で選ばれる知事が首長である。2011年時点の州知事はクリスティーン・グレゴア（民主党）であり、2005年以降現職である。
ワシントン州最高裁判所が州内の最上級裁判所である。9人の判事が就任しており、州全体の選挙で選ばれている。

### 連邦議会への代表
連邦上院議員は2011年時点でパティ・マレーとマリア・E・キャントウェルであり、2人とも民主党員である。
下院議員は9人を送りだしており、2011年時点で民主党員5人、共和党員4人となっている。

### 選挙で選出される役人

#### 執行府
- 州知事
- 副知事
- 州務長官
- 検事総監
- 州財務官
- 州監査官
- 公共教育総監
- 公有地監督官
- 保険監督官

### 政治
| 年     | 共和党           | 民主党           |
| ------ | ---------------- | ---------------- |
| 2008年 | 40.48% 1,229,216 | 57.65% 1,750,848 |
| 2004年 | 45.59% 1,304,893 | 52.82% 1,510,201 |
| 2000年 | 44.59% 1,108,864 | 50.21% 1,247,652 |
| 1996年 | 37.32% 0840,712  | 49.81% 1,123,323 |
| 1992年 | 31.99% 0731,234  | 43.41% 0993,037  |
| 1988年 | 47.97% 0903,835  | 50.03% 0933,516  |
| 1984年 | 55.82% 1,051,670 | 42.86% 0807,352  |
| 1980年 | 49.66% 0865,244  | 37.32% 0650,193  |
| 1976年 | 50.00% 0777,732  | 46.11% 0717,323  |
| 1972年 | 56.92% 0837,135  | 38.64% 0568,334  |
| 1968年 | 45.12% 0616,037  | 47.23% 0558,510  |
| 1964年 | 37.37% 0470,366  | 61.97% 0779,881  |
| 1960年 | 50.68% 0629,273  | 48.27% 0599,298  |

州内の政治はカスケード山脈で2つに分かれていると考えられ、西部はリベラルで（特に州間高速道路5号線回廊）、東部は保守的である。1988年以降の全てのアメリカ合衆国大統領選挙で民主党候補が制してきた。
西部の人口が多いために民主党が州全体の結果を制する傾向にある。シアトル都市圏（特にキング郡）は西部の周辺地域よりも通常民主党に大差を与えるが、2000年と2004年の結果はほぼ互角になった。1968年の場合は結果を左右する州と見なされ、民主党候補ヒューバート・ハンフリーが共和党候補のリチャード・ニクソンを制した唯一の西部州となった。ワシントン州は1994年の共和党革命でその一部と考えられ、連邦議会下院の9議席のうち共和党が7議席を獲得して最大の成果を挙げた。しかしこれは長続きせず、1996年には民主党が1議席取り戻し、1998年にはさらに2議席を奪って5対4の多数派となった。
現在の連邦上院議員は2人とも民主党員であり、州知事も民主党員で2期目である。連邦上院議員と州知事の双方に女性を選出したことでは最初の州になった。州議会の両院も民主党が多数派である。

## 経済
参照：アメリカ合衆国の州別企業リスト

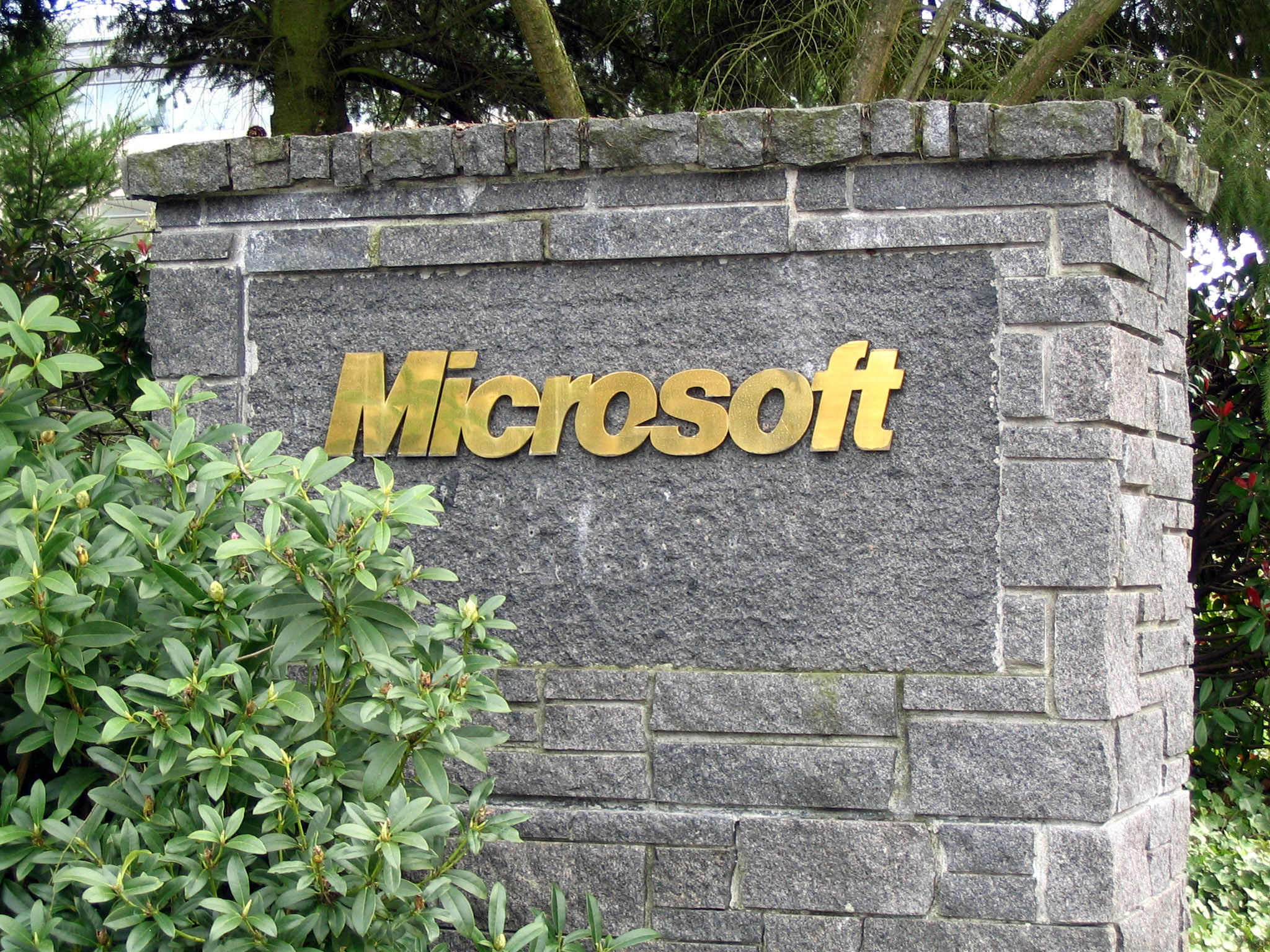
マイクロソフト本社があるレドモンド、シアトル市郊外のイーストサイドにある

ワシントン州の2010年州総生産高は合衆国内で14番目に位置する、5,515億米ドルだった。2009年時点で一人当たりの収入は52,403米ドルであり、国内第10位になっている。
ワシントン州内の重要なビジネスには、ジェット航空機の設計および製造（ボーイング・エバレット工場）、自動車（パッカー）、コンピュータソフトウェア開発（マイクロソフト）、オンライン書店（Amazon.com）、ゲーム（任天堂米国法人、バンジー、Valve Corporation）、通信（T-Mobile USA）、電子工学、バイオテクノロジー、アルミニウム製造、材木および木製品（ウェアーハウザー）、鉱業、飲料（スターバックス、ジョーンズソーダ）、不動産（ジョン・L・スコット）、小売業（ノードストローム、エディー・バウアー、カートイズ、コストコ、REI、ジーンフアレス）および観光業（アラスカ航空、エクスペディア・グループ）が含まれる。ワシントン州は、かなりの量の水力発電を行っている。
重要なアジアとの貿易は、ピュージェット湾の港湾を通して行われている。雑誌『フォーチュン』による「アメリカ合衆国の最も称賛される企業20傑」の中に、ワシントン州の企業4社、すなわちスターバックス、マイクロソフト、コストコおよびノードストロームが入っている。
ワシントン州は、酒を専売制する18州の1つである。ただし、コンビニエンスストアやスーパーマーケットで購入できるのは、アルコール度数20%未満のビールやワインである。発酵酒（アルコール度数20%未満のものも含む）と醸造酒は、州政府が運営している酒屋あるいは私営で、ワシントン州政府と契約した酒屋でのみ購入できる。
州民の中でも億万長者と言えば、マイクロソフト創業者のビル・ゲイツがいる。その純資産は400億ドルとされ、雑誌「フォーブス」の2011年2月ランキングで世界第2位である。その他にもポール・アレン（マイクロソフト）、スティーブ・バルマー（マイクロソフト）、ジェフ・ベゾス（アマゾン）、クレイグ・マッコー（マッコー・セルラー）、ジェイムズ・ジャナード（オークリー）、ハワード・シュルツ（スターバックス）、チャールズ・シモニー（マイクロソフト）がいる。
2010年1月時点の失業率は9.0%である。

### 税制

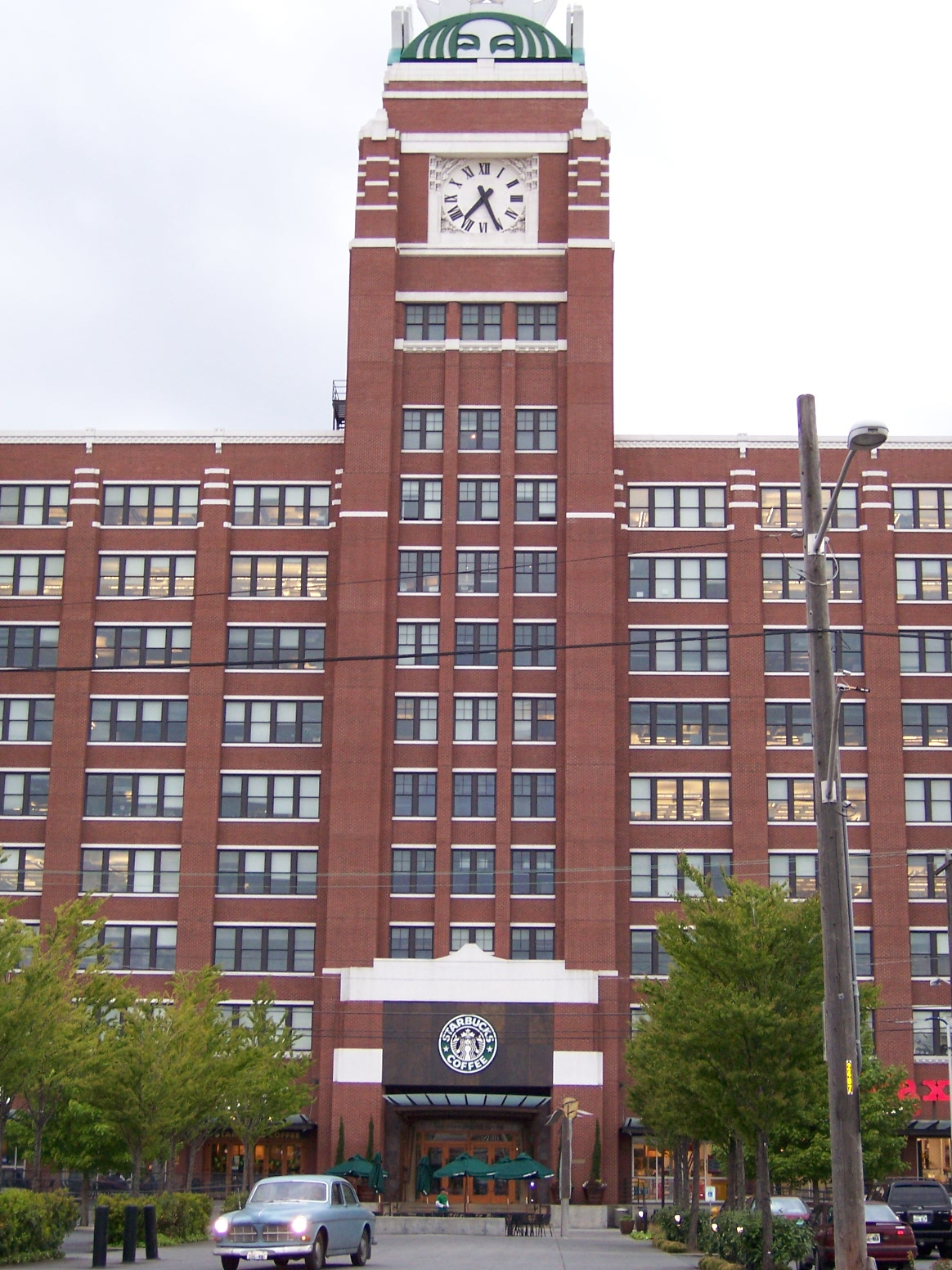
シアトルにあるスターバックス本社

ワシントン州政府は、個人に所得税を課していない。このような州は全米に7州しかない。また法人税あるいはフランチャイズ・タックスも徴集していない。州内の法人は事業占有税、総受領高税など種々の収入税を支払う必要があり、事業の種類によって税率が異なる。
基本的な消費税は6.5%であり、これに地方の税率が加算される。2010年4月時点でシアトル市などの都市では9.5%となっており、通常は8%と9%の間である。消費税は商品とサービスに適用される。食品の大半は免税であるが、加工食品、ダイエット・サプリメントおよびソフトドリンクは課税対象である。
物品税は、ガソリン、タバコおよび酒のような、限定商品に適用されている。資産税は州内第一の税金であり、州や地方の歳入の約30%を占めている。公共教育、消防、図書館、公園とレクリエーションなど特別目的地区にとっては、最も重要な歳入源である。
不動産と動産は、法律で免除されない限り課税対象である。動産も課税されるが、個人的な資産の大半は免税である。動産税は事業遂行に使われる個人資産や法で免除されない個人資産に対して課税される。資産税はその資産がある郡の財務官に支払われる。銀行預金、株式あるいは債券のような無形資産には課税されない。また退職金を他州で受けた場合にも課税されない。相続税の制度は無いが、不動産税は連邦の資産税とは別物であり、よって州は独自の資産税を課していることになる。

### 農業

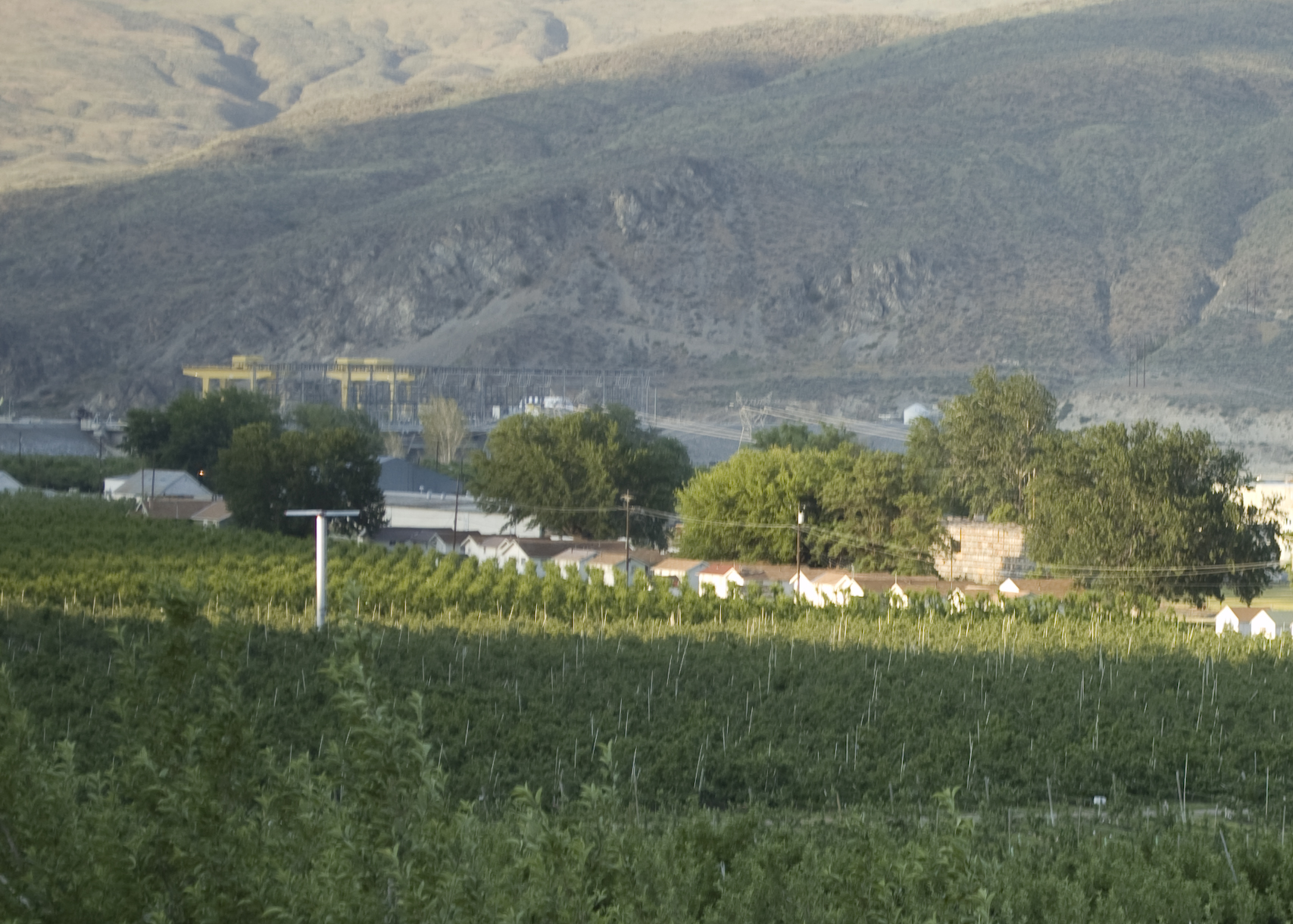
果物収穫労働者の小屋とリンゴ果樹園、アズウェル

ワシントン州は農業生産高の多い州である。2003年、農産物の総生産高は57億9,000万ドルに上り、国内の州では第11位だった。穀物の生産高は38億ドル、第7位である。家畜と特産物の資産高は15億ドルで第26位である。
2004年では次の産品で国内第1位になった。括弧内は国内生産高に占める構成比である。赤ラズベリー (90.0%)、皺種 豆類 (80.6%)、ホップ (75.0%)、スペアミント油 (73.6%t)、リンゴ (58.1%)、サクランボ (47.3%)、ナシ (42.6%)、ペパーミント油 (40.3%)、コンコードブドウ (39.3%)、加工用ニンジン (36.8%)、ナイアガラブドウ (31.6%)。レンズ豆、秋ジャガイモ、乾燥食用豆、アプリコット、ブドウ（全種）、アスパラガス、加工用トウモロコシ、加工用グリーンピースでは第2位、酸味サクランボ、プルーンとプラム、乾燥夏タマネギでは第3位、オオムギとマスでは第4位、コムギ、クランベリー、イチゴでは第5位である。
リンゴは特に重要な産品である。州中部の乾燥し暖かい夏と冷涼な冬という好適な気候があるので、1920年代以降国内のリンゴ生産をリードし続けている。ウェナッチー・オカノガン地域（シェラン郡、オウカノガン郡、ダグラス郡、グラント郡）とヤキマ地域（ヤキマ郡、ベントン郡、キッティタス郡）という2つの地域で州内リンゴ生産量の過半数を産している。

### 交通

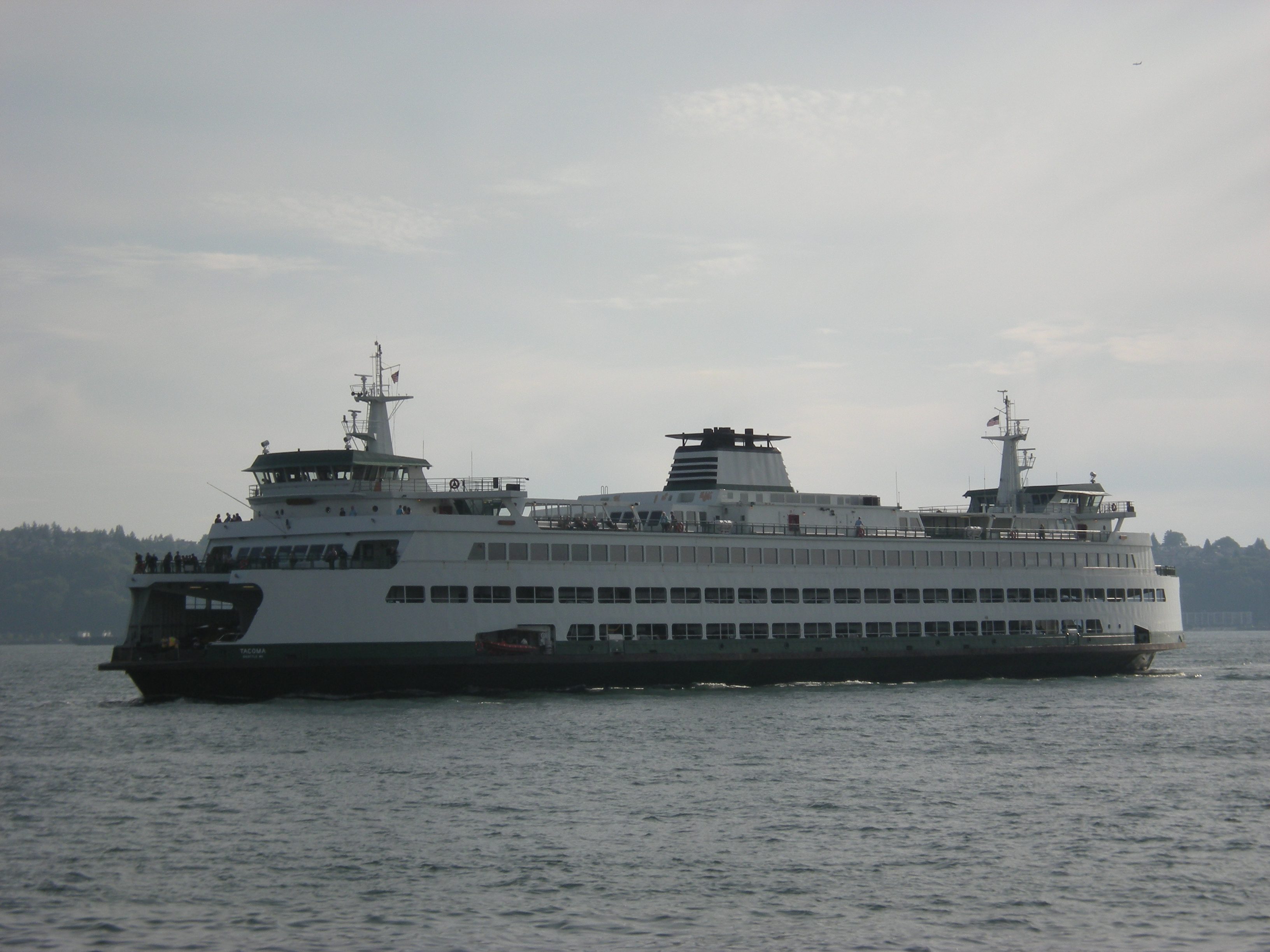
国内でも最大級のフェリー運航網がある

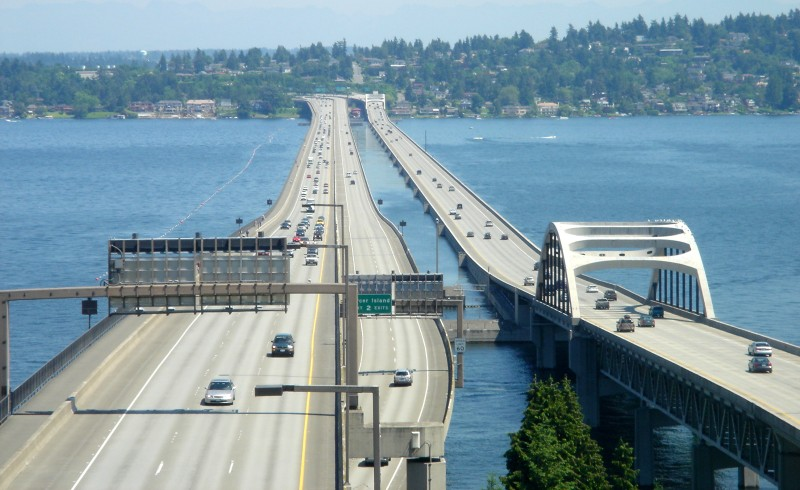
ワシントン湖の浮動橋

ワシントン州は、公共スペースの清潔さとそれに関わるゴミ処理活動の有効さと質を評価する2011年州別ゴミ処理評価において前年第1位のバーモント州を抜いて第1位の州にランクされた。
州内はワシントン州道体系と国内最大かつ世界でも第3位となるフェリー運航網で各所が結ばれている。ワシントン州交通省が所有する州立空港16か所を含め140の公営空港がある。シアトルにあるキング郡国際空港、通称ボーイングフィールドは合衆国のハブ空港ではない空港の中では最も乗降客数が多い。シアトル・タコマ国際空港もシアトル大都市圏にあってもう一つの主要空港になっている。ワシントン州における正式な国際空港はシアトル・タコマ国際空港ではなくボーイングフィールドである。
ワシントン州の特徴ある地形のために例外的な交通需要がある。シアトル、ベルビュー、タコマ、オリンピアといった州内大都市の間には広範な水路がある。州道は橋によって広大なネットワークとなり、国内最大のフェリー運航網がピュージェット湾地域の交通需要を支えている。海のハイウェイはピュージェット湾とその内陸水路を航行して20の港を結ぶ28隻のフェリーで構成され、年間147,000本が運行されている。浮動橋の長さでは世界の5傑のうち4つが州内にある。すなわちエバーグリーンポイント浮動橋、ワシントン湖に架かるレイシー・V・マーロウ記念橋とホーマー・M・ハドリー記念橋、オリンピック半島とキトサップ半島を結ぶフッド運河橋である。
主要な州間高速道路は 州間高速道路5号線、同82号線、同84号線、同90号線などである。カスケード山脈があることでも特徴ある交通需要がある。州は7つの主要峠と8つの小型峠を運営し維持している。これらの峠は冬季には除雪され、砂を撒かれ、雪崩を抑えて安全が保たれている。全ての峠が冬季も通行可能というわけではない。ノース・カスケード・ハイウェイ、すなわち州道20号線は毎年閉鎖されている。ここは積雪量が以上に多く、ワシントン峠のある地域では雪崩の頻度も高いからである。

### 運転免許
ワシントン州で自動車を運転する場合、30日以内までは他州交付の免許及び国際免許でも運転可能である。しかし、30日以上の滞在については、ビジタービザ(B-1/B-2)を除いて、ワシントン州の運転免許が必要である。州内で住所が変わった場合は10日以内に住所変更届けをしなければならない。日本からの留学生や出張者、海外赴任の多くはシアトルのダウンタウンの北に位置するgreenwoodの試験場を多く利用する。免許更新期間、有効期間は一律5年とされている。

## 環境問題

### 核廃棄物
マンハッタン計画のために作られたプルトニウム精製施設が今も州南東部のコロンビア河畔に残っており、その大量の核廃棄物によるヒトや農産物を含む生物への影響が懸念されている。

### 有毒化学物質
2007年、ワシントン州は多くの家庭用品に使われているPBDEと呼ばれる毒性の強い臭素化難燃剤を如何なる形でも使用しないように規定したことで、国内最初の州になった。2004年にオレゴン州、ワシントン州、ブリティッシュコロンビア州およびモンタナ州に住む母親40人を検査した結果、その全員の母乳にPBDEが検出された。
ワシントン州生態保護省による最近の研究3件では、数十年前に禁止された毒性化学物質が環境の中に残り続け、食物連鎖で濃縮されていることが示された。この研究の1つでは、州政府の科学者が45の場所から集めた淡水魚93サンプルで許容値を超える有毒物質を見付けた。これら有毒物質にはポリ塩化ビフェニル（PCB）、ダイオキシン類、2種の塩素系殺虫剤、ジクロロジフェニルジクロエチレン（DDE）とディルドリン、およびPBDEが含まれていた。この研究の結果、山岳部ホワイトフィッシュに不健康なレベルのPCBが見つかったウェナッチー川でPCBの排出源を調査することになっている。ワシントン州健康省は2007年のデータおよび2004年の生体研究に基づき、レブンワースから下流のコロンビア川と合流するまでのウェナッチー川から獲れるホワイトフィッシュを食さないよう大衆に忠告している。これら研究では科学者がワシントン湖やスポケーン川から集めた魚の細胞に高レベルの汚染が見られることも示しており、ここでも魚類摂取に対する忠告が行われている。
2006年3月27日、クリスティーン・グレゴア知事が議会承認された法案2322号に署名して成立させた。この法は、今後6年間で州内の食器洗い用洗剤に含まれるリン含有量を0.5%に制限するものである。この規制は2010年に州全体で有効になったが、ワットコム郡、スポケーン郡およびクラーク郡では2008年に有効とされた。近年の研究では水中の高濃度リンが藻類の汚染に結びつけられている。水域に大量に藻が発生すると生態的にも技術的にも大きな問題に繋がるとされている。

## 教育

### 単科、および、総合大学

#### 州立大学
- セントラル・ワシントン大学
- 東ワシントン大学
- エバーグリーン州立大学
- ワシントン大学
- ワシントン州立大学
- 西ワシントン大学

#### 私立大学
- アンティオック大学シアトル校
- アーゴジー大学シアトル校
- シアトル芸術大学
- バスター大学
- シアトル市大学
- カーニッシュ美術カレッジ
- ディジペン工科大学
- デブリー大学
- ゴンザガ大学
- ヘンリー・コグスウェル・カレッジ
- ヘリテージ・カレッジ
- マーズヒル・大学院大学
- ムーディ・バイブル大学スポケーン校
- ノースウェスト大学
- パシフィック・ルーテル大学
- セントマーティン大学
- 視覚概念学校
- シアトル・バイブル・カレッジ
- シアトル東洋医学大学
- シアトルパシフィック大学
- シアトル大学
- トリニティ・ルーテル・カレッジ
- フェニックス大学スポケーン校
- ピュージェットサウンド大学
- ワラワラ大学
- ウィットマン・カレッジ
- ウィットワース大学

#### コミュニティカレッジ
- ベイツ工科カレッジ
- ベルビュー・コミュニティ・カレッジ (ベルビューカレッジという4年制大学に変更)
- ベリングハム工科カレッジ
- ビッグベンド・コミュニティ・カレッジ
- カスカディア・コミュニティ・カレッジ
- セントラリア・カレッジ
- クラーク・カレッジ
- クロバーパーク工科カレッジ
- コロンビア・ベースン・カレッジ
- エドモンズ・コミュニティ・カレッジ
- エバレット・コミュニティ・カレッジ
- グレイズハーバー・カレッジ
- グリーンリバー・コミュニティ・カレッジ
- ハイライン・コミュニティ・カレッジ
- レイクワシントン工科カレッジ
- ローワーコロンビア・カレッジ
- オリンピック・カレッジ
- ペニンシュラ・カレッジ
- ピアース・カレッジ
- レントン工科カレッジ
- シアトル・コミュニティ・カレッジ地区
- ショアライン・コミュニティ・カレッジ
- スカジットバレー・カレッジ
- 南ピュージェット湾コミュニティ・カレッジ
- スポケーン・コミュニティ・カレッジ
- スポケーンフォールズ・コミュニティ・カレッジ
- タコマ・コミュニティ・カレッジ
- ワラワラ・コミュニティ・カレッジ
- ウェナッチーバレー・カレッジ
- ワットコム・コミュニティ・カレッジ
- ヤキマバレー・コミュニティ・カレッジ

### 初等中等教育
2008年から2009年の学校年で州内初等中等学校には1,040,750人の児童・生徒がおり、これを教える教師は59,562人である。2009年8月時点で、295の教育学区があり、9つの教育サービス地区がある。非営利州機関であるワシントン州学校情報処理法人が財務人材資源と生徒のデータについて情報管理システムを提供している。初等中等学校は州学校監査官ランディ・ドーンの率いる公共教育監査局の管轄下にある。
高校の高学年生は州のランニングスタート・プログラム利用を選択できる。1990年に州議会が始めたものであり、生徒は公費で高等教育機関に進むことができ、同時に高校とカレッジの卒業認定を取得できるものである。
州内にはタコマ美術学校、バンクーバー美術学校およびシアトルのセンタースクールなど大衆芸術に焦点を当てた高校もある。またトリシティズには「デルタ」、タコマにはSAMIと呼ばれる科学と数学を基本とする高校もある。

## 芸術・文化
- 参照：ワシントン州立公園の一覧（英語版）
- 参照：ワシントン州のラジオ放送局の一覧

### プロスポーツチーム
| チーム                                        | スポーツ                   | リーグ                                               | 都市及び競技場                                   |
| --------------------------------------------- | -------------------------- | ---------------------------------------------------- | ------------------------------------------------ |
| シアトル・シーホークス                        | フットボール               | NFL; NFC                                             | シアトル、ルーメン・フィールド                   |
| シアトル・マリナーズ                          | 野球                       | メジャーリーグ; AL                                   | シアトル、T-モバイル・パーク                     |
| シアトル・クラーケン                          | アイスホッケー             | ナショナルホッケーリーグ                             | シアトル、クライメット・プレッジ・アリーナ       |
| シアトル・ストーム                            | バスケットボール           | WNBA                                                 | シアトル、クライメット・プレッジ・アリーナ       |
| シアトル・サウンダーズFC                      | サッカー                   | メジャーリーグサッカー                               | シアトル、ルーメン・フィールド                   |
| シアトル・レインFC                            | サッカー                   | ナショナル・ウィメンズ・サッカーリーグ               | シアトル、ルーメン・フィールド                   |
| シアトル・サンダーバーズ                      | アイスホッケー             | ウェスタン・ホッケー・リーグ                         | ケント、ショーウェアセンター                     |
| ベリンガム・スラム                            | バスケットボール           | アメリカン・バスケットボール・アソシエーション       | ベリングハム、ワットコム・コミュニティ・カレッジ |
| ベルビュー・ブラックホークス                  | バスケットボール           | アメリカン・バスケットボール・アソシエーション       | ベルビュー、マイデンバウア・センター             |
| エバレット・シルバーティップス                | アイスホッケー             | ウェスタン・ホッケー・リーグ                         | エバレット、コムカスト・アリーナ                 |
| オリンピア・タイタンズ                        | バスケットボール           | アメリカン・バスケットボール・アソシエーション       | オリンピア、TBA                                  |
| スポケーン・チーフス                          | アイスホッケー             | ウェスタン・ホッケー・リーグ                         | スポケーン、スポケーン・アリーナ                 |
| トライシティ・アメリカンズ                    | アイスホッケー             | ウェスタン・ホッケー・リーグ                         | ケニウィック、トヨタセンター                     |
| トライシティ・フィーバー                      | アリーナフットボール       | AF2                                                  | ケネウィク、トヨタセンター                       |
| トライシティ・ダストデビルズ                  | 野球                       | ノースウェストリーグ; A                              | パスコ、ジェサ・スタジアム                       |
| タコマ・ナビゲーターズ                        | バスケットボール           | アメリカン・バスケットボール・アソシエーション       | タコマ、マウントタホマ高校                       |
| タコマ・レイニアーズ                          | 野球                       | パシフィックコーストリーグ; AAA                      | タコマ、チェニー・スタジアム                     |
| スポケーン・インディアンズ                    | 野球                       | ノースウェストリーグ; A                              | スポケーン、アビスタ・スタジアム                 |
| エバレット・アクアソックス                    | 野球                       | ノースウェストリーグ; A                              | エバレット、エバレット・メモリアル・スタジアム   |
| ヤキマ・ベアーズ                              | 野球                       | ノースウェストリーグ; A                              | ヤキマ、ヤキマ郡スタジアム                       |
| スポケーン・ショック                          | アリーナフットボール       | AF2                                                  | スポケーン、スポケーン・アリーナ                 |
| ウェナッチー・バレー・ベノム                  | インドア・フットボール     | アメリカン・インドア・フットボール・アソシエーション | ウェナッチー、タウン・トヨタ・センター           |
| スポケーン・スパイダーズ                      | サッカー                   | プレミア開発リーグ（ノースウェスト・ディビジョン）   | スポケーン、ジョー・アルビ・スタジアム           |
| ケント・プレデターズ                          | インドア・フットボール     | インドア・フットボール・リーグ                       | ケント、ショーウェアセンター                     |
| シアトル・シーウルブズ                        | ラグビー                   | メジャーリーグラグビー                               | タックウィラ、スターファイアー                   |
| オールド・ピュージェット・サウンド・ビーチRFC | ラグビー                   | ラグビー・スーパーリーグ                             | シアトル、不定                                   |
| ワシントン・ステルス                          | ラクロス                   | ナショナル・ラクロス・リーグ                         | エバレット、コムカスト・アリーナ                 |
| シアトル・ミスト                              | ランジェリー・フットボール | ランジェリー・フットボール・リーグ                   | ケント、ショーウェアセンター                     |
| キットサップ・アドミラルズ                    | バスケットボール           | アメリカン・バスケットボール・アソシエーション       | キットサップ                                     |
| シアトル・オルカズ                            | クリケット                 | メジャーリーグクリケット                             | レドモンド、メリームア・パーク（計画中)          |

## 州の象徴など
アメリカ海軍の4隻の艦船がワシントン州に因んで名付けられてきており、この中には2隻の戦艦も含まれている。以前にはジョージ・ワシントンに因んで名付けられたものもあった。
州の愛称である「エバーグリーン・ステート」は1890年にシアトルのチャールズ・T・コノバーが提案したものである。州内には常緑樹の森があり、年間を通じて豊富な雨が低木や草の緑を保っているので、この愛称はうまく当てはまっている。
- 州歌:『Washington, My Home（ワシントン、我が家）』
- 州の鳥:"American Goldfinch"（オウゴンヒワ）
- 州の果物:リンゴ
- 州の野菜:ワラワラ・タマネギ[49]
- 州のダンス:スクエアダンス、1979年に採用された
- 州の木:"Western Hemlock"（アメリカツガ）
- 州の花:"Coast Rhododendron"（シャクナゲ）
- 州の魚:"head trout"（ニジマス）
- 州のフォークソング:ウディ・ガスリーが歌った"Roll On, Columbia, Roll On"
- 州のロックソング:「ルイ・ルイ」、非公式だが大衆に認められている[50]
- 州の草:"bluebunch wheatgrass"（ウィートグラス）
- 州の昆虫:"Green Darner Dragonfly"（グリーンダーナトンボ）
- 州の宝石:珪化木
- 州の化石:コロンビア・マンモス
- 州の海洋動物:オルカ
- 州の陸生動物:オリンピックマーモット
- 州章は州旗にも描かれており、ギルバート・ステュアートによるジョージ・ワシントンの未完成肖像画から採られたものである[51]

## 外国の都市との姉妹自治体・提携自治体

### 日本
- 兵庫県 — 1963年10月22日 姉妹相互協力提携[52]
- 愛知県 — 2016年10月18日 友好交流及び相互協力[53]
- 青森県八戸市 - フェデラルウェイ
- 青森県黒石市 - ワナッチー
- 青森県三沢市 - ワナッチー
- 青森県三沢市 - イーストワナッチー
- 青森県むつ市 - ポートエンジェルス
- 青森県板柳町 - ヤキマ
- 宮城県石巻市 - エバレット
- 秋田県にかほ市 - アナコルテス
- 山形県米沢市 - モーゼスレイク
- 埼玉県和光市 - ロングビュー
- 千葉県館山市 - ベリンハム
- 千葉県南房総市 - ファーンデイル
- 愛知県碧南市 - エドモンズ
- 愛知県豊山町 - グラント郡
- 三重県多気町 - キャマス
- 京都府城陽市 - バンクーバー
- 大阪府八尾市 - ベルビュー
- 兵庫県神戸市 - シアトル
- 兵庫県西宮市 - スポケーン
- 兵庫県西脇市 - レントン
- 兵庫県三田市 - エレンズバーグ
- 兵庫県加西市 - プルマン
- 兵庫県丹波篠山市 - ワラワラ
- 兵庫県丹波市 - ケント
- 兵庫県宍粟市 - スクイム
- 兵庫県加東市 - オリンピア
- 兵庫県市川町 - ポート・タウンゼント
- 広島県呉市 - ブレマートン
- 山口県岩国市 - エバレット
- 徳島県三好市 - タクウィラ
- 福岡県北九州市 - タコマ
- 沖縄県沖縄市 - レイクウッド